# Rotfigurige Vasenmalerei

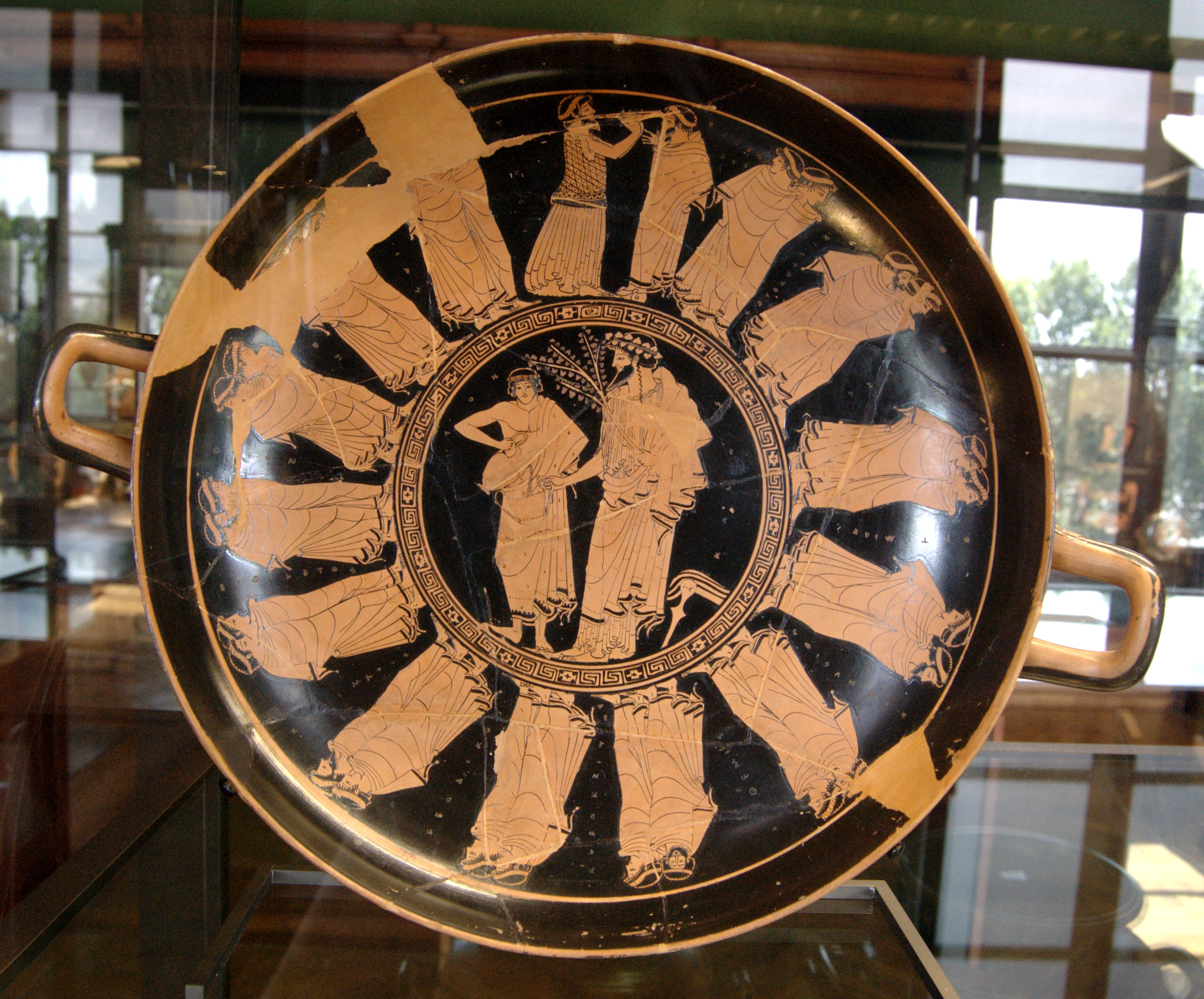
Prozession von Männern, Schale des Triptolemos-Malers um 480 v. Chr.

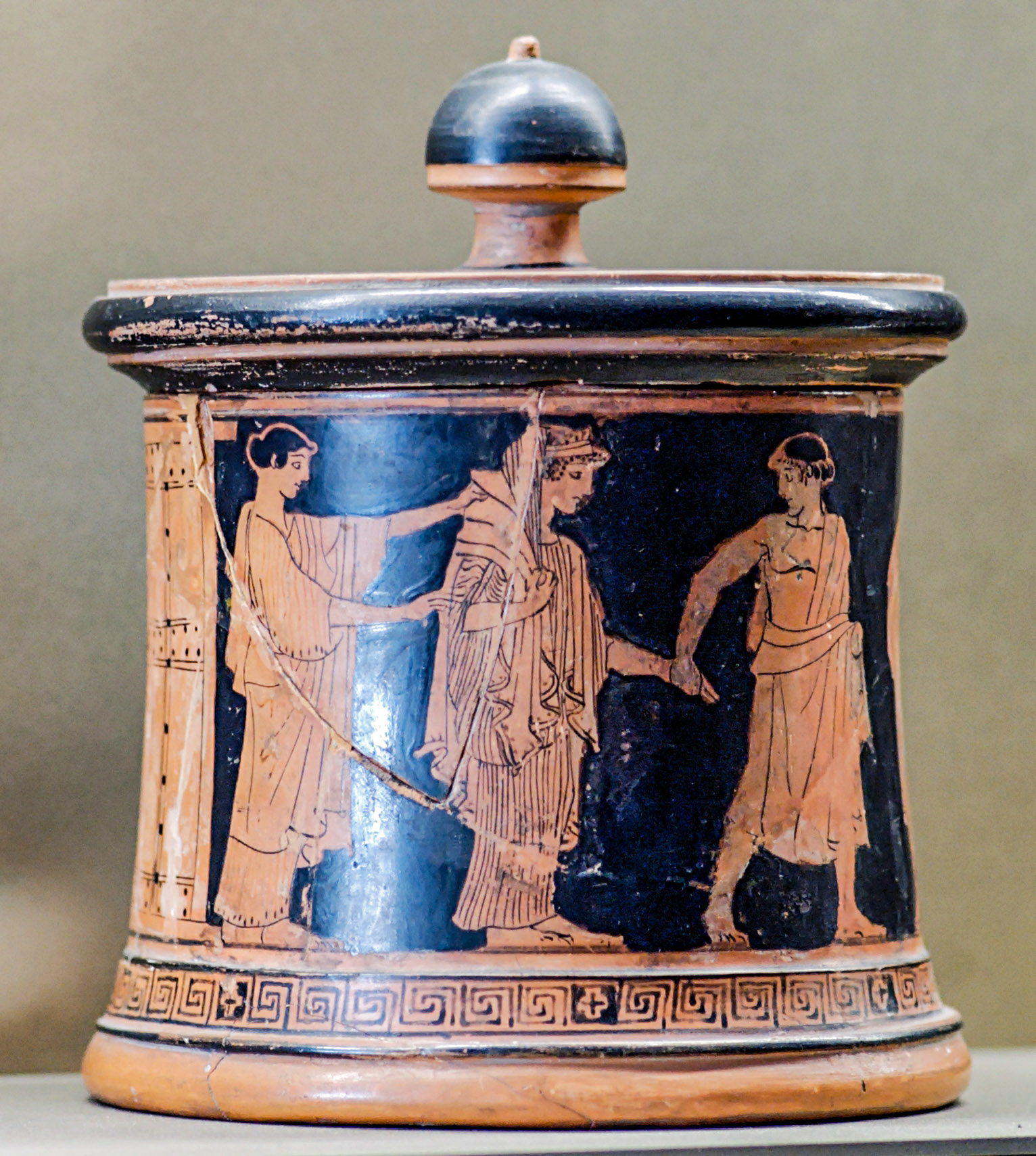
Die Hochzeit der Thetis und des Peleus, Pyxis des Hochzeits-Malers, um 470/60 v. Chr.

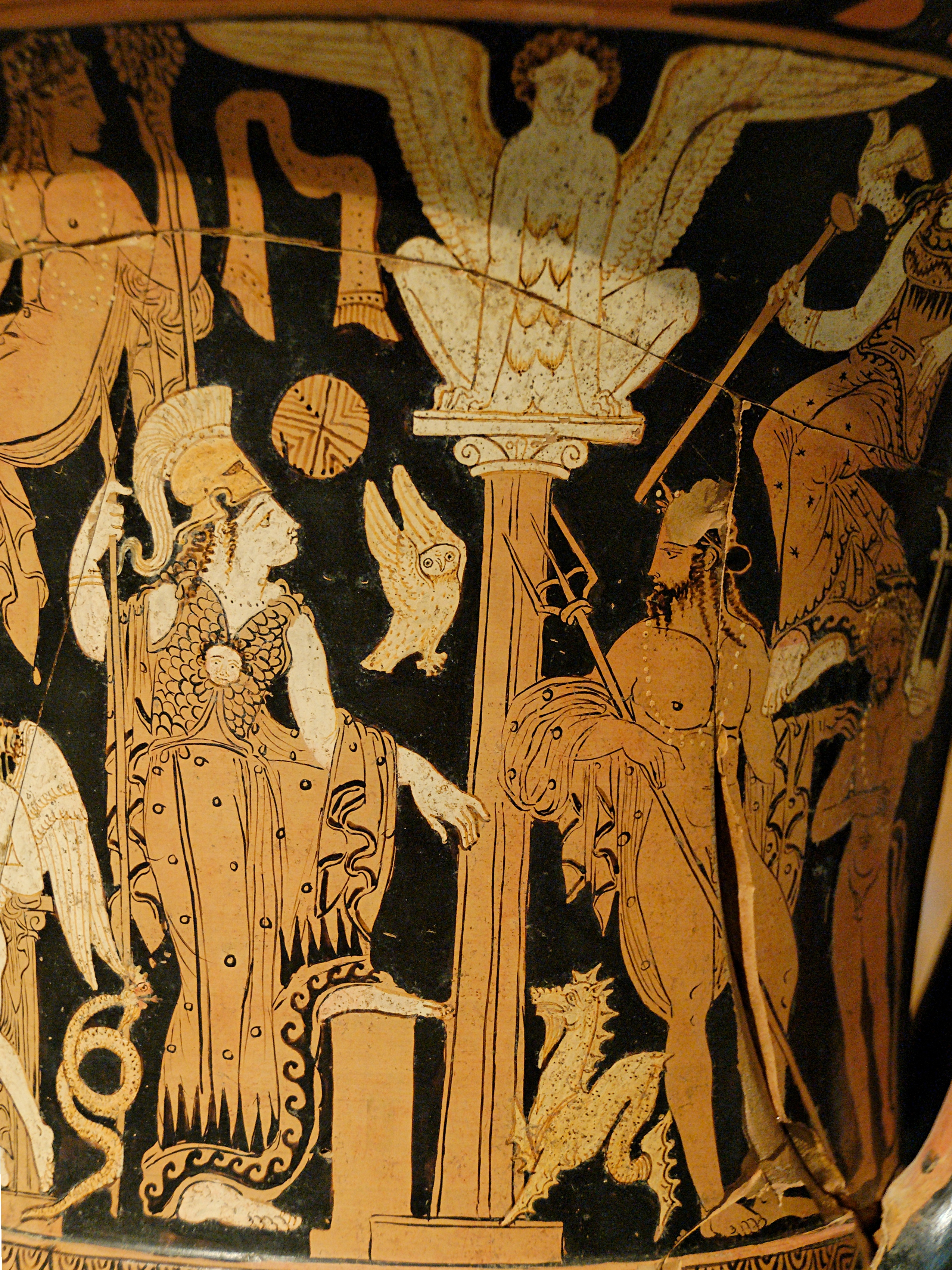
Athena und Poseidon auf einem Volutenkrater des Nazzano-Malers, um 360 v. Chr.

Die Rotfigurige Vasenmalerei (auch Rotfigurige Keramik, Rotfiguriger Stil) ist einer der bedeutendsten Stile der figürlichen griechischen Vasenmalerei. Sie wurde um 530 v. Chr. in Athen entwickelt und war bis zum Ende des 3. vorchristlichen Jahrhunderts in Gebrauch. Sie löste im Verlauf weniger Jahrzehnte die zuvor vorherrschende Schwarzfigurige Vasenmalerei ab. Ihren modernen Namen erhielt sie aufgrund der figürlichen Darstellungen in roter Farbe auf schwarzem Grund, die sie gegenüber der älteren Gestaltungsweise des schwarzfigurigen Stils mit schwarzen Figuren vor rotem Hintergrund absetzt. Bedeutendste Produktionsgebiete waren neben Attika unteritalisch-griechische Werkstätten. Außerdem wurde der rotfigurige Stil in anderen Gebieten Griechenlands übernommen. Eine bedeutende Produktionsstätte außerhalb des griechischen Kulturraums war Etrurien.
Attische Vasen rotfigurigen Stils wurden nach ganz Griechenland und auch darüber hinaus exportiert und beherrschten für lange Zeit den Markt für Feinkeramik. Nur wenige Produktionsstätten konnten sich mit der Innovationskraft, der Qualität und auch der Produktionskapazität Athens messen. Allein von den in Athen produzierten rotfigurigen Vasen sind heute noch weit über 40.000 Exemplare ganz oder in Fragmenten erhalten. Auch aus der zweiten bedeutenden Produktionsstätte, Unteritalien, sind über 20.000 Vasen und Fragmente überliefert. Seit den Studien von John D. Beazley und Arthur D. Trendall, beginnend im ersten Viertel des 20. Jahrhunderts, ist die Erforschung dieser Kunstgattung weit fortgeschritten. Viele Vasen können bestimmten Künstlern oder Künstlergruppen zugeordnet werden. Die Bilderwelten der Vasen sind für Untersuchungen zur Kulturgeschichte, zu Alltagsleben, Ikonografie und Mythologie der griechischen Antike unentbehrlich.

## Technik

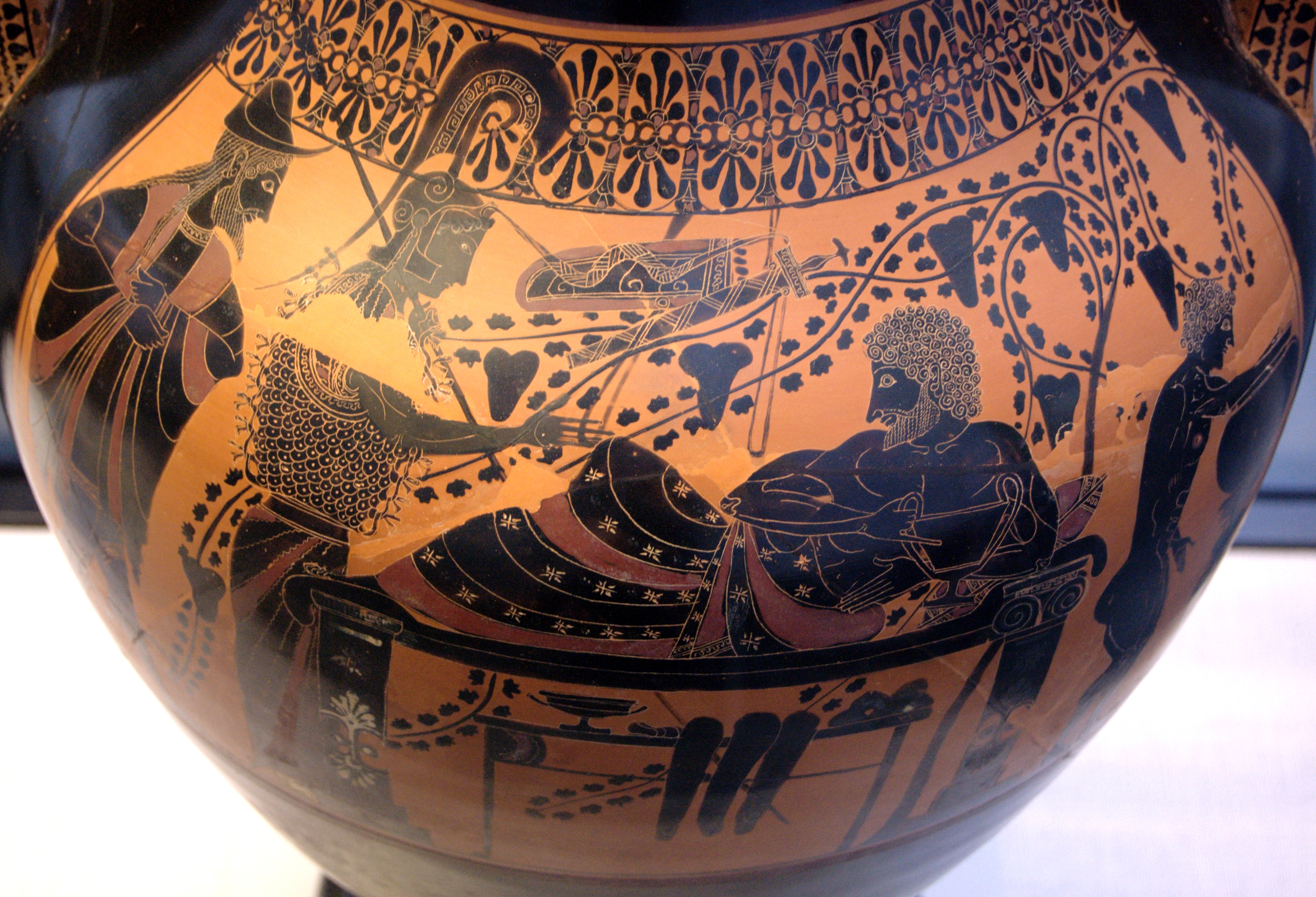
Schwarzfigurige Darstellung auf der Bauchamphora des Andokides-Malers (München 2301)

Die rotfigurige Technik war – vereinfacht gesagt – die Umkehrung der schwarzfigurigen. Die Umrisszeichnungen der Figuren und anderer Teile des Bildes wurden auf die noch ungebrannten, nach einiger Zeit des Trocknens lederharten, fast spröde gewordenen Vasenkörper aufgetragen. Der normale ungebrannte Ton hatte während dieses Produktionsschritts beispielsweise in Attika einen orangeroten Farbton. Die Umrisse wurden entweder mit einem stumpfen Instrument, das leichte Furchen hinterließ, oder mit Holzkohle, die beim späteren Brand verschwand, nachgezeichnet. Anschließend wurden die Konturen mit Pinsel und Glanzton nachgezogen. Manchmal ist dank der Furchen der Vorzeichnungen noch erkennbar, wenn der Künstler sich während des Zeichnens entschloss, die Darstellung etwas zu verändern. Für wichtige Konturen wurde eine leicht erhabene Relieflinie aus aufgetragenem Tonschlicker genutzt, für weniger wichtige Linien und Binnenzeichnungen reichte verdünnter Glanzton. Auch andere Farben wie Weiß oder Rot wurden nun für Details aufgetragen. Zum Auftragen der Relieflinie wurde wahrscheinlich ein Pinsel aus Borsten verwendet. Der kräftige Auftrag als Relieflinie war nötig, da der recht flüssige Glanzton sonst einen zu matten Effekt erzeugt hätte. Nach einer ersten Entwicklungsphase wurden beide Möglichkeiten eingesetzt, um Abstufungen und Details besser darstellen zu können. Der Raum zwischen den Figuren wurde zuletzt mit einem mattgrauen Glanzton abgedeckt. Anschließend wurden die Vasen im Dreiphasenbrand gebrannt. Hierbei erhielt der Glanzton seine charakteristische schwarze bis schwarzbraune Farbe.

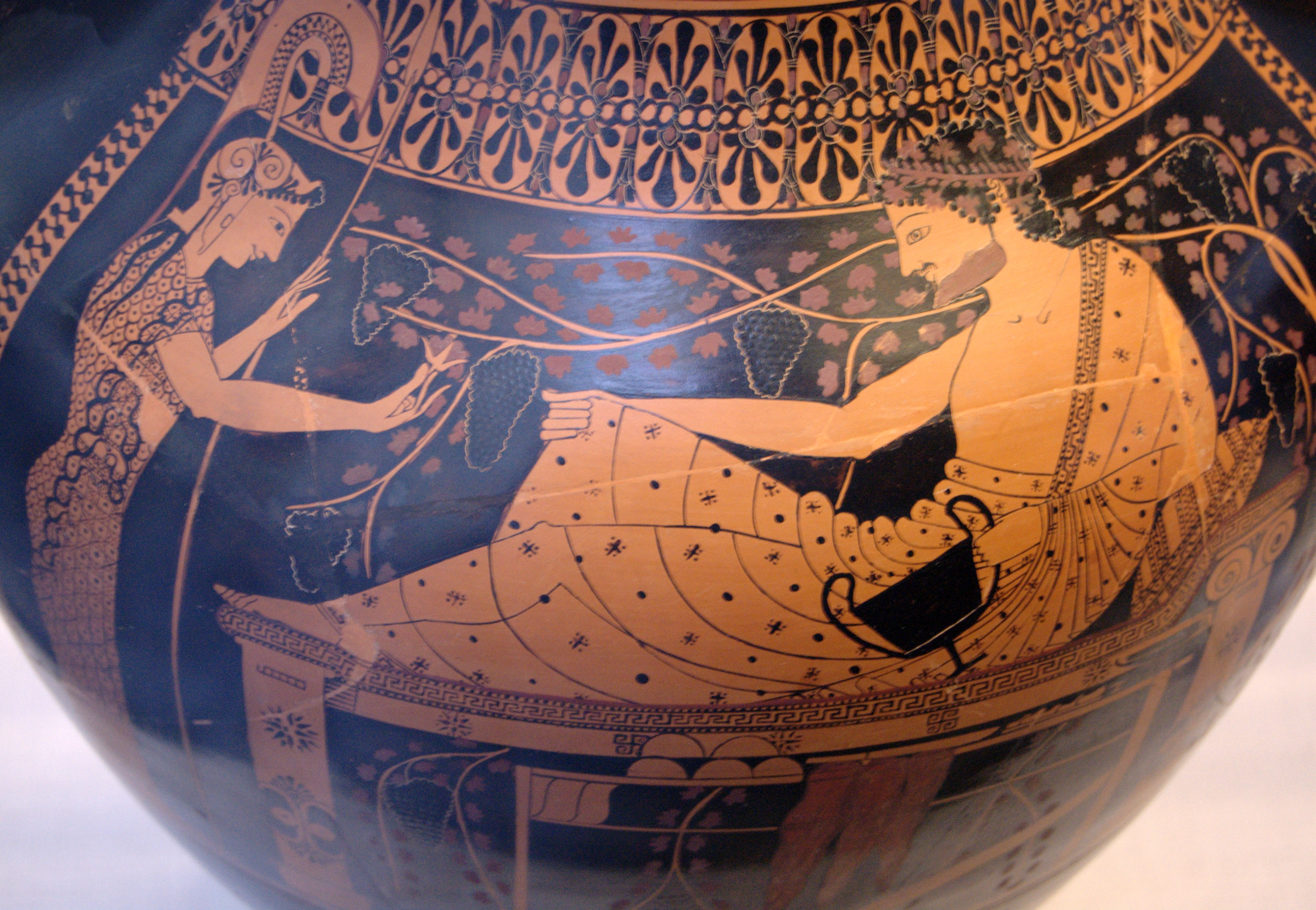
Rotfigurige Darstellung auf der Bauchamphora des Andokides-Malers

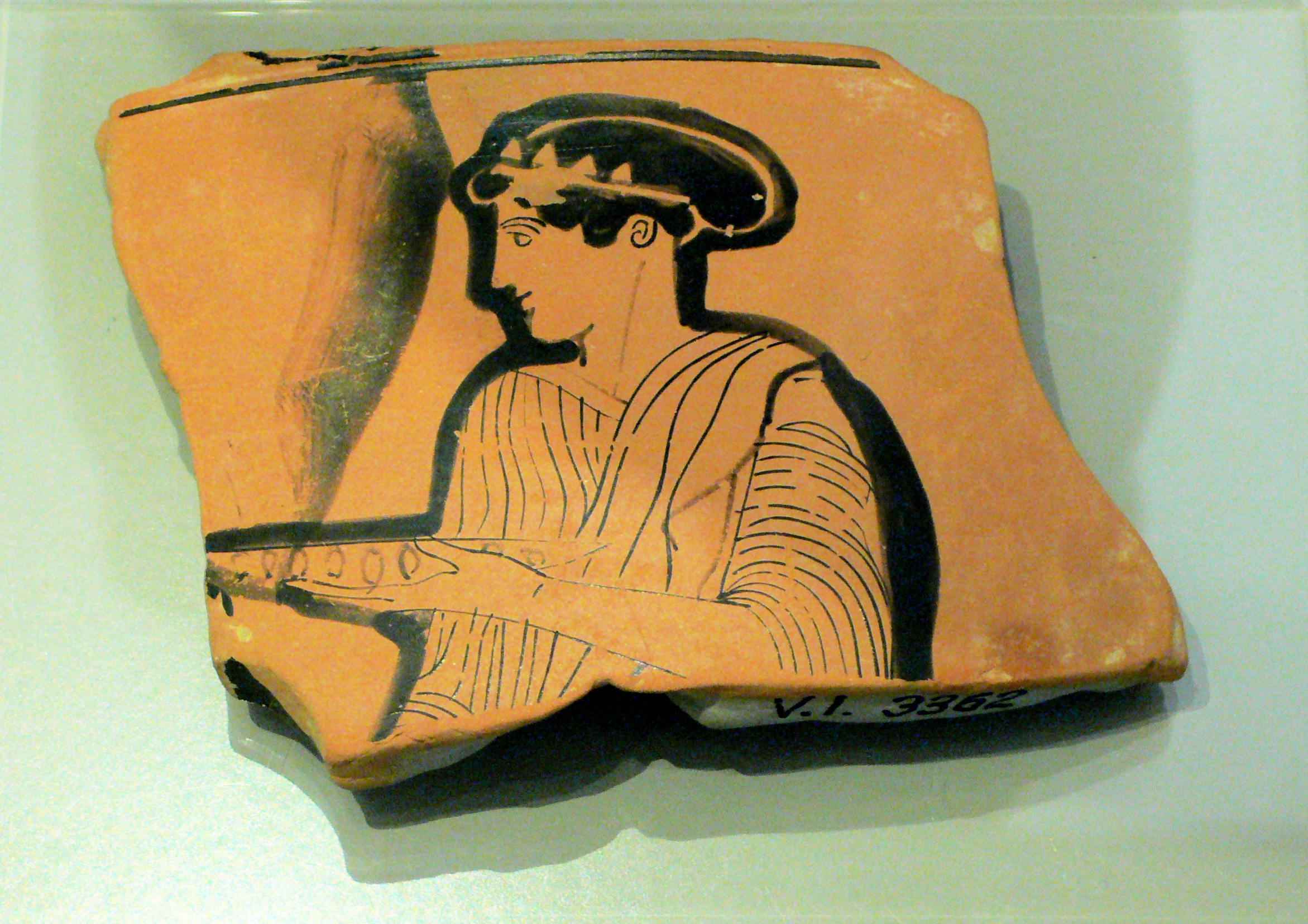
Vorzeichnung (Umrisszeichnung) auf einer attischen Scherbe

Die neue Technik hatte den Vorteil, dass nun die Binnenzeichnungen weitaus besser ausgearbeitet werden konnten. Im schwarzfigurigen Stil mussten sie aus dem Farbauftrag herausgeritzt werden, was zwangsläufig weniger genau war als der direkte Auftrag von Zierlinien. Die rotfigurigen Darstellungen waren bewegter und lebensnäher als der schwarzfigurige Silhouetten-Stil. Sie hoben sich außerdem kontrastreicher vom schwarzen Hintergrund ab. Es war nun möglich, Menschen nicht nur im Profil zu zeigen, sondern auch von vorn, von hinten oder in Dreiviertelansichten. Die rotfigurige Technik erlaubte also auch die Vermittlung von Tiefe und Raum. Doch hatte sie auch Nachteile. Die im schwarzfigurigen Stil übliche Unterscheidung der Geschlechter durch Abdecken der weiblichen Haut mit weißer Farbe war nun nicht mehr möglich. Ebenso wurde es schwieriger, die Geschlechter anhand der Gewänder oder Frisuren zu unterscheiden, was unter anderem an der Tendenz lag, viele Helden und Götter jugendlich, also bartlos, darzustellen. Hinzu kamen vor allem in der Anfangszeit des Stils Fehlberechnungen bei der Figurendicke. In der schwarzfigurigen Vasenmalerei gehörten die Umrisslinien zu den freistehenden Figuren. Da die Umrisszeichnungen nun aber in der Farbe des schwarzen Hintergrundes ausgeführt wurden, musste man die Umrisse zum Hintergrund, mit dem sie am Ende verschmolzen, zählen. Deshalb gab es zunächst oft recht dünne Figuren. Ein weiteres Problem war, dass beim schwarzen Hintergrund die Darstellung einer Raumtiefe nicht möglich war. Somit wurde bei der rotfigurigen Vasenmalerei fast nie der Versuch einer perspektivischen Darstellung unternommen. Doch überwogen die Vorteile. Vor allem an Details wie Muskeln oder anderen anatomischen Augenfälligkeiten lässt sich die Entwicklung exemplarisch verfolgen.

## Attika

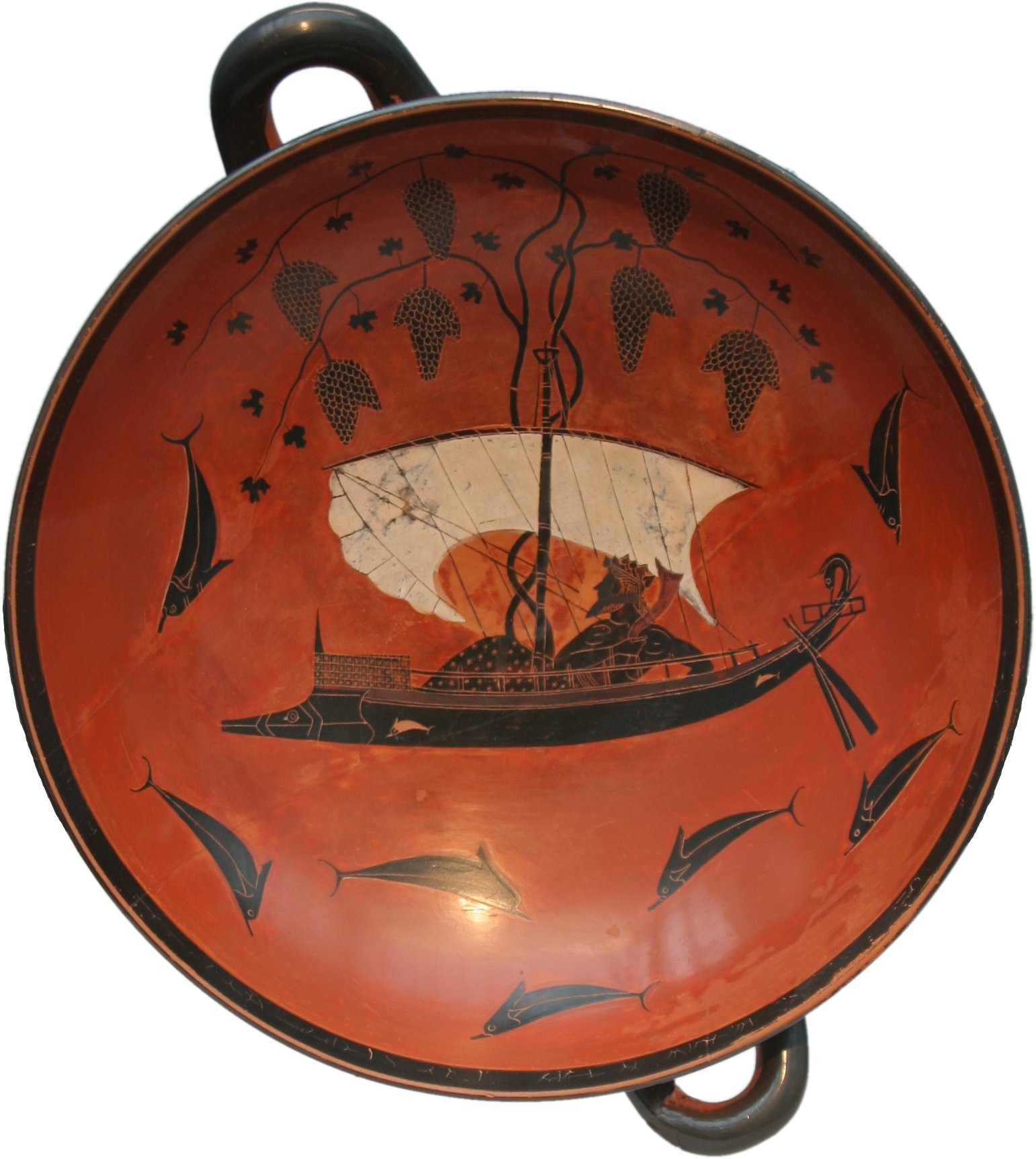
Sogenannte Dionysos-Schale: Dionysos auf einem Schiff, schwarzfigurige Schale des Exekias, um 530 v. Chr.

Im 7. Jahrhundert v. Chr. wurde in Korinth die Schwarzfigurige Vasenmalerei entwickelt, die zur vorherrschenden Gestaltungsweise im griechischen Siedlungsgebiet werden sollte und sogar darüber hinaus Verbreitung fand. Zwar beherrschte Korinth diesen Markt, doch bildeten sich regionale Produktionszentren und Märkte heraus. In Athen wurde zunächst der korinthische Stil kopiert. Im Laufe der Zeit löste Athen Korinth in der marktbeherrschenden Stellung ab. Die attischen Künstler führten die Technik zu einer bis dahin nicht gekannten Höhe und schöpften im zweiten Drittel des 6. Jahrhunderts v. Chr. ihre Möglichkeiten voll aus. Um 530 v. Chr. wirkte mit dem attischen Maler Exekias der wohl bedeutendste Vertreter des schwarzfigurigen Stils. Auch durch das 5. Jahrhundert v. Chr. hindurch waren die im neuen roten Farbstil produzierten Feinkeramiken aus Attika die dominierenden Produkte in dieser Wirtschaftssparte. Attische Töpferwaren wurden in den gesamten großgriechischen Raum, ja selbst nach Etrurien und ins keltische Mitteleuropa exportiert. Die Vorliebe für diese Töpferwaren führte dazu, dass vor allem in Unteritalien und in Etrurien von der attischen Vasenmalerei beeinflusste Werkstätten und „Schulen“ entstanden, die jedoch ausschließlich für den regionalen Markt produzierten.

### Anfänge

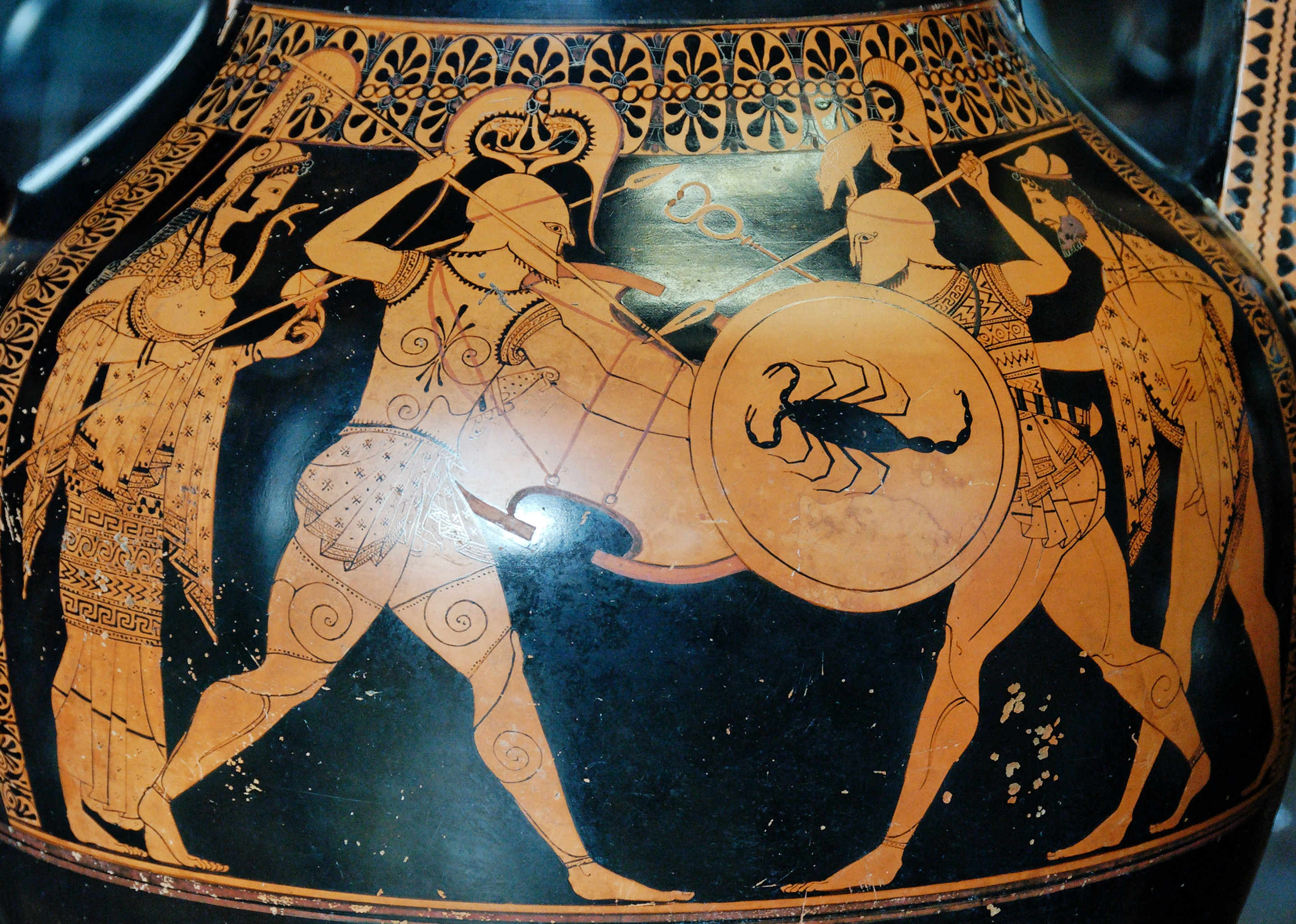
Kämpfer, flankiert von Hermes und Athene, Amphora des Töpfers Andokides und des Andokides-Malers, um 530 v. Chr.

Um 530 v. Chr. wurden erstmals Vasen im rotfigurigen Stil produziert. Als Erfinder dieser Technik gilt gemeinhin der Andokides-Maler. Er und andere sehr frühe Vertreter des neuen Stils, wie beispielsweise Psiax, bemalten Vasen zunächst in beiden Stilen, indem sie die Bildfelder der einen Seite in schwarzfiguriger, die der anderen Seite in rotfiguriger Technik ausführten. Derartige Gefäße, etwa die Bauchamphora des Andokides-Malers in München, werden Bilinguen genannt. Zwar waren im Vergleich zum schwarzfigurigen Stil schon große Fortschritte zu erkennen, doch noch immer wirkten die Figuren steif und es gab selten Überschneidungen der Bildinhalte. Viele Techniken des alten Stils wurden noch für ihre Herstellung verwendet. So finden sich nicht selten Ritzlinien oder der zusätzliche Auftrag roter Farbe (added red), mit der größere Farbflächen koloriert wurden.

### Pionierzeit

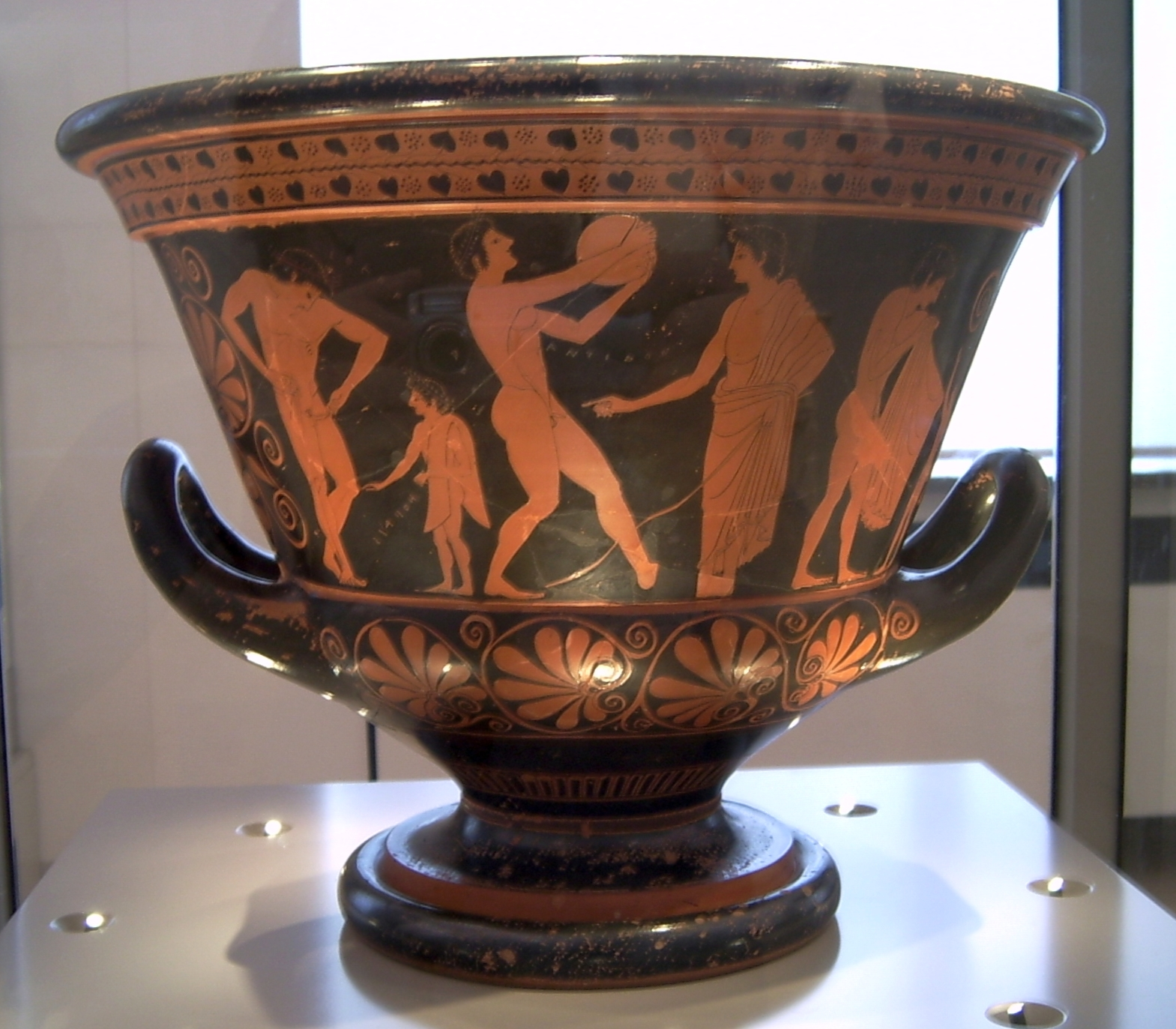
Euphronios zugeschriebener Krater in der Antikensammlung Berlin mit der Darstellung einer Palästraszene: Sportler bei der Vorbereitung auf den Wettkampf, um 510/500 v. Chr.

Den Schritt hin zur Ausreizung der Möglichkeiten der rotfigurigen Malerei machten die Künstler der sogenannten Pioniergruppe. Ihre Wirkungszeit wird etwa in die Jahre zwischen 520 und 500 v. Chr. datiert. Bedeutende Vertreter waren Euphronios, Euthymides und Phintias. Diese von der Forschung erschlossene und definierte Gruppe experimentierte mit den verschiedenen Möglichkeiten des Stils. So erschienen die dargestellten Figuren in neuen Körperhaltungen mit Rücken- und Frontalansichten, und es gab Experimente mit perspektivischen Verkürzungen, die nicht mehr auf Vollständigkeit der Figuren in ihrer deutlichsten Erscheinungsform zielten, sondern den Gesichtswinkel des Künstlers in Rechnung stellten. Die Kompositionen wurden insgesamt dynamischer. Als technische Neuerung führte wohl Euphronios die Relieflinie ein. Zudem wurden neue Gefäßformen entwickelt, was dadurch begünstigt wurde, dass viele Maler der Pioniergruppe auch als Töpfer arbeiteten. Neu waren etwa der Psykter und die Pelike. Außerdem wurden großformatige Kratere und Amphoren bevorzugt. Obwohl die Gruppe keinen echten Zusammenhalt hatte, gab es sehr wohl Verbindungen zwischen den einzelnen Malern, die sich offensichtlich beeinflussten, sich in einer Art freundschaftlichen Wettstreits befanden und sich gegenseitig anspornten. So prahlte Euthymides in einer Inschrift „wie [es] Euphronios niemals [gekonnt hätte]“. Überhaupt ist es ein Zeichen der Pioniergruppe, dass sie sehr schreibfreudig war. Kennzeichnungen der dargestellten mythologischen Figuren und Kalos-Inschriften waren eher die Regel als die Ausnahme.
Neben den Gefäßmalern arbeiteten auch einige bedeutende Schalenmaler mit dem neuen Stil. Zu ihnen gehörten Oltos und Epiktetos. Sie verzierten viele ihrer Werke bilinge, nutzten die rotfigurige Technik dann meist für die Innenseite der Schalen.

### Spätarchaik

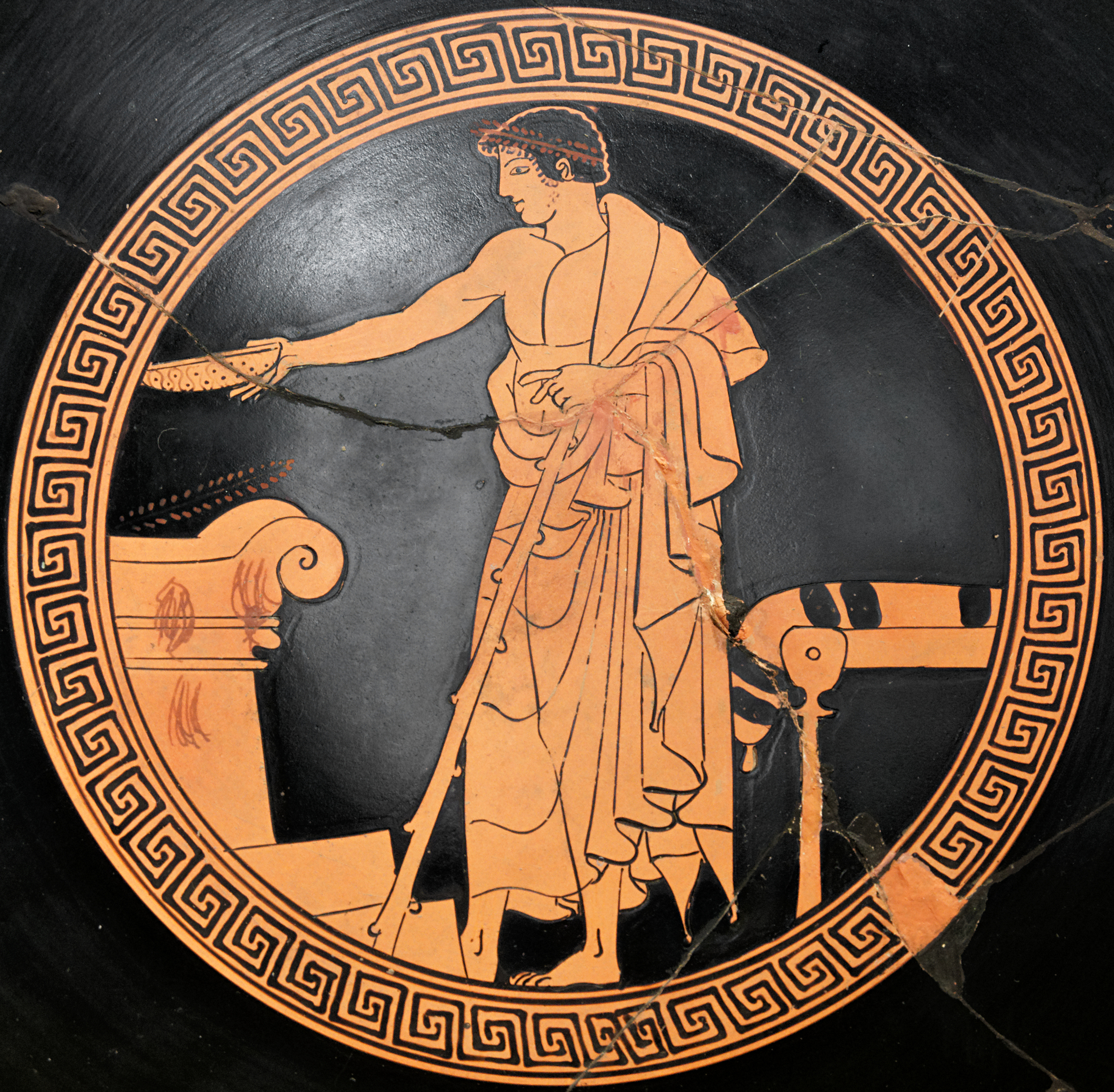
Jüngling bei der Libation, Innenseite einer Schale, um 480 v. Chr.

Die auf die Pioniere folgende Generation von Künstlern der Spätarchaik (etwa 500 bis 470 v. Chr.) führten den neuen Stil zur Blüte. Die auch zu dieser Zeit noch produzierten schwarzfigurigen Vasen erreichten keine vergleichbare Qualität mehr und wurden nahezu völlig verdrängt. Einige der bedeutendsten Vasenmaler wirkten in dieser Zeit. Zu nennen sind bei den Gefäßmalern etwa der Berliner Maler und der Kleophrades-Maler, unter den Schalenmalern ragten Onesimos, Duris, Makron und der Brygos-Maler heraus. Nicht nur die Qualität wurde immer besser, auch die Produktion verdoppelte sich in dieser Zeit. Athen wurde zum beherrschenden Produzenten von Feinkeramik in der Mittelmeerwelt, nahezu alle regionalen Produktionen außerhalb Attikas traten in seinen Schatten.
Kennzeichnend für den Erfolg der attischen Vasen war die nun perfekt beherrschte perspektivische Verkürzung, was die dargestellten Figuren in ihren Körperhaltungen und Handlungen weitaus natürlicher erscheinen ließ. Außerdem setzte eine massive Verringerung des Dargestellten ein. Ornamentale Verzierungen traten stark in den Hintergrund, die Anzahl der dargestellten Figuren wurde deutlich reduziert, ebenso die dargestellten anatomischen Details. Im Gegenzug wurden viele neue Themen in die Vasenmalerei eingeführt. Besonderer Beliebtheit erfreute sich nun der Sagenkreis um Theseus. Neue oder veränderte Gefäßformen wurden von den Malern gern angenommen, darunter etwa die Nolanische Amphora, Lekythen, Schalen des Typus B, Askoi und Dinoi. Es ist zudem eine steigende Spezialisierung von Gefäß- und Vasenmalern festzustellen.

### Früh- und Hochklassik

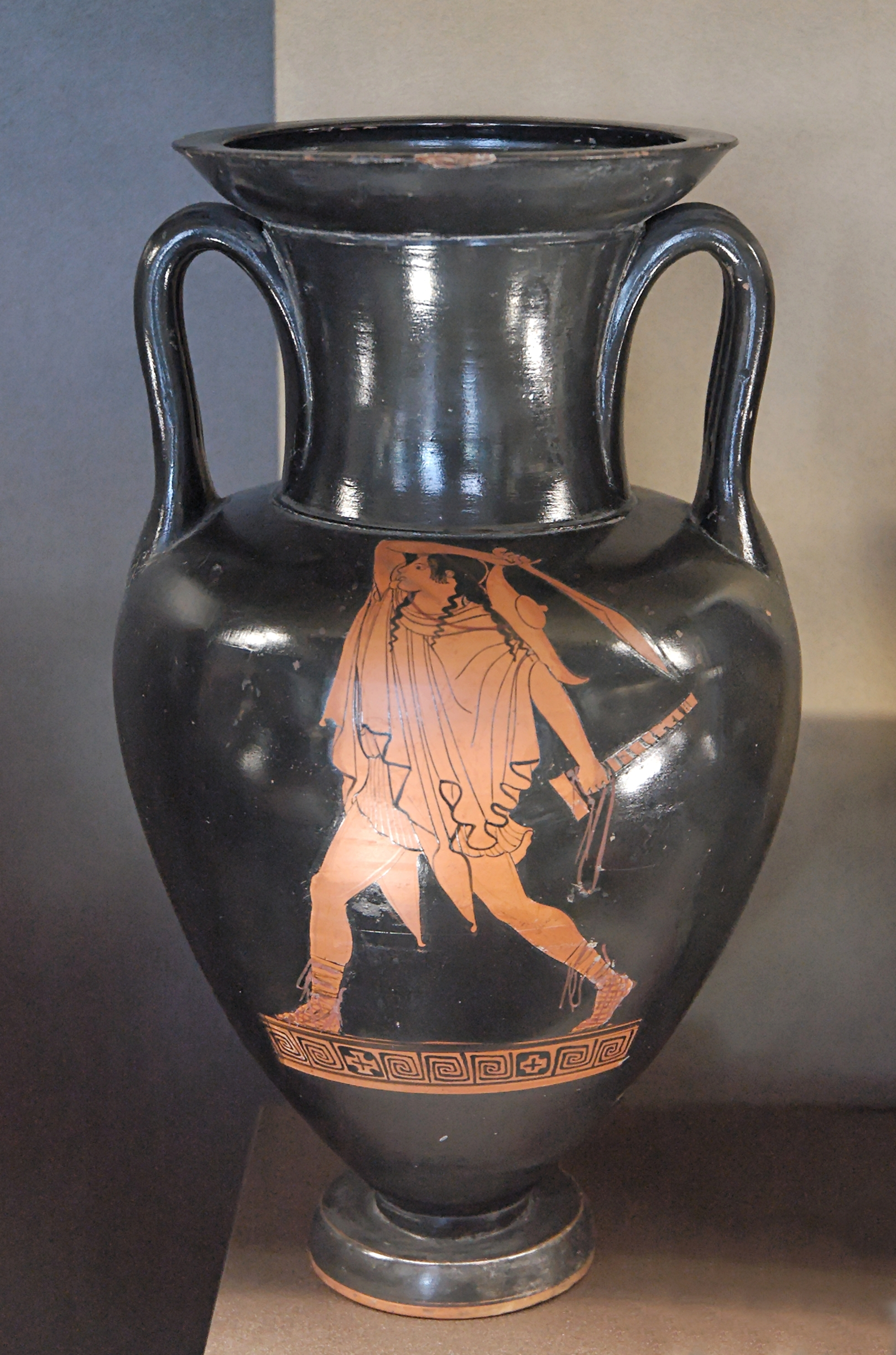
Halsamphora des Providence-Malers, ein junger Mann schwingt ein Schwert, um 470 v. Chr.

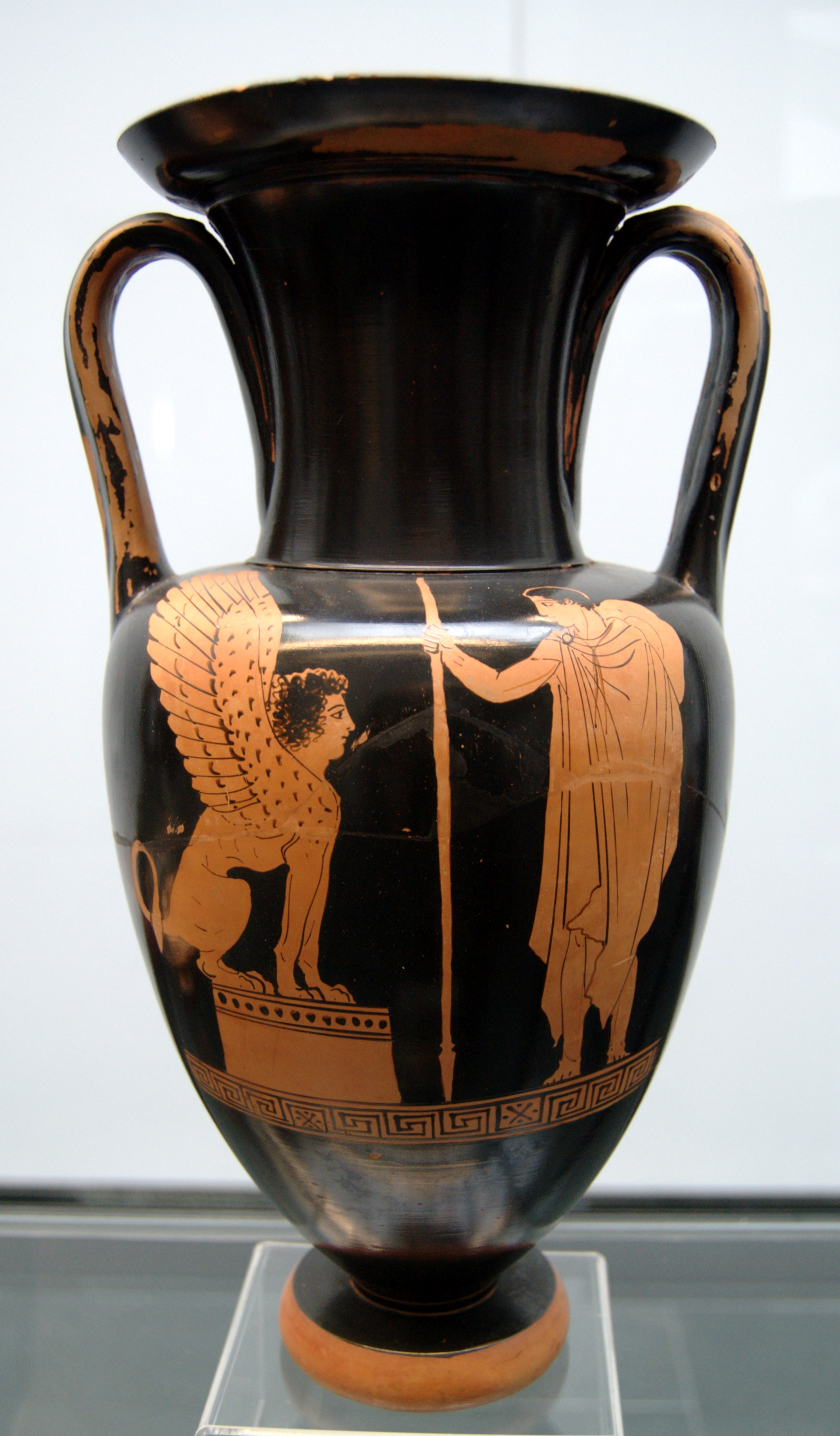
Ödipus und der Sphinx, Nolanische Amphora des Achilleus-Malers, um 440/430 v. Chr.

Das besondere Merkmal frühklassischer Figuren war, dass sie nicht selten untersetzter waren als bei früheren Malern und nicht mehr so dynamisch wirkten. Dadurch wirkten die Bilder häufig ernsthaft, manchmal gar pathetisch. Die Faltenwürfe der Gewänder waren hingegen nicht mehr so linear und wirkten nun plastischer. Zudem änderte sich die Art der Darstellung nachhaltig. Zum einen wurde nun häufig nicht mehr der Moment eines bestimmten Ereignisses gezeigt, sondern die unmittelbar davor liegende Situation und damit der Weg zu einer Begebenheit. Zum anderen begannen nun auch andere neue Errungenschaften der athenischen Demokratie ihre Wirkung zu zeigen. So sind Einflüsse der Tragödie und auch der Wandmalerei feststellbar. Da die griechische Wandmalerei fast vollständig verloren ist, sind die Reflexe in der Vasenmalerei ein – wenn auch bescheidenes – Hilfsmittel bei der Erforschung dieser Kunstgattung. Auch beeinflusste beispielsweise der neu geschaffene Parthenon und seine Skulpturenausstattung die Vasenmaler hochklassischer Zeit. Das schlug sich besonders in der Darstellung der Gewänder nieder. Der Fall des Stoffes wirkte nun natürlicher und die Faltenwiedergabe wurde vermehrt, was zu einer größeren Darstellungstiefe führte. Bildkompositionen wurden nochmals vereinfacht. Die Künstler legten besonderen Wert auf Symmetrie, Harmonie und Ausgeglichenheit. Die nun wieder schlankeren Figuren strahlten oft eine in sich versunkene, göttergleiche Ruhe aus.
Bedeutende Künstler der Früh- und Hochklassik von etwa 480 bis 425 v. Chr. sind der Providence-Maler, Hermonax und der Achilleus-Maler, die die Tradition des Berliner Malers fortsetzten. Auch der Phiale-Maler, der als Schüler des Achilleus-Malers gilt, gehört zu den wichtigen Künstlern. Außerdem entstanden neue Werkstatttraditionen. Besonders bedeutend waren dabei die sogenannten „Manieristen“, deren hervorragender Vertreter der Pan-Maler war. Eine weitere Werkstatttradition begann mit dem Niobiden-Maler und wurde von Polygnotos, dem Kleophon-Maler und dem Dinos-Maler fortgesetzt. Die Bedeutung der Schalen nahm ab, wenngleich sie beispielsweise in der Werkstatt des Penthesilea-Malers noch in großen Mengen produziert wurden.

### Spätklassik

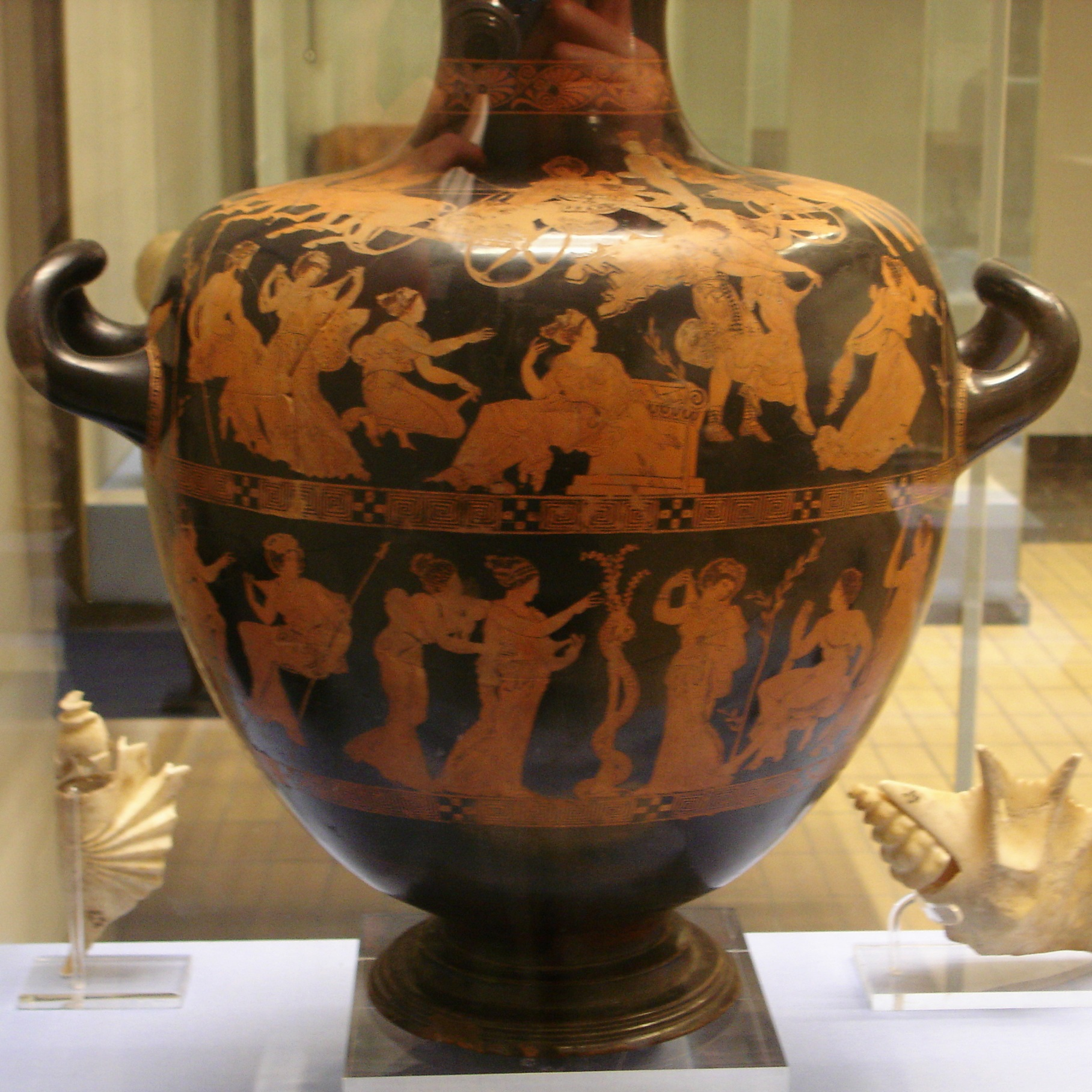
Namenvase des Meidias-Malers, Im oberen Fries der Hydria ist der Raub der Leukippiden durch die Dioskuren, im unteren Fries Herakles im Garten der Hesperiden und eine Gruppe lokaler Helden Athens, um 420/400 v. Chr.

Während der Spätklassik entstanden ab dem letzten Viertel des 5. Jahrhunderts v. Chr. zwei gegensätzliche Strömungen. Zum einen entwickelte sich eine am „Reichen Stil“ der Skulptur orientierte Richtung, zum anderen wurden die Entwicklungen aus der Hochklassik beibehalten. Wichtigster Vertreter des Reichen Stils war der Meidias-Maler. Charakteristische Merkmale sind durchscheinende Gewänder und eine große Anzahl von Gewandfalten. Zudem werden vermehrt Schmuck und andere Objekte dargestellt. Besonders auffällig ist die Verwendung von weiteren Farben, meist Weiß oder Gold, welche im Relief wiedergegebene Accessoires hervorheben. Damit wurde erstmals versucht, eine dreidimensionale Darstellung auf Vasen zu schaffen. Im Laufe der Zeit setzte zudem eine „Verweichlichung“ ein. Der männliche Körper, der bislang vor allem durch die Darstellung von Muskeln definiert wurde, verlor dieses auffällige Darstellungsmerkmal.

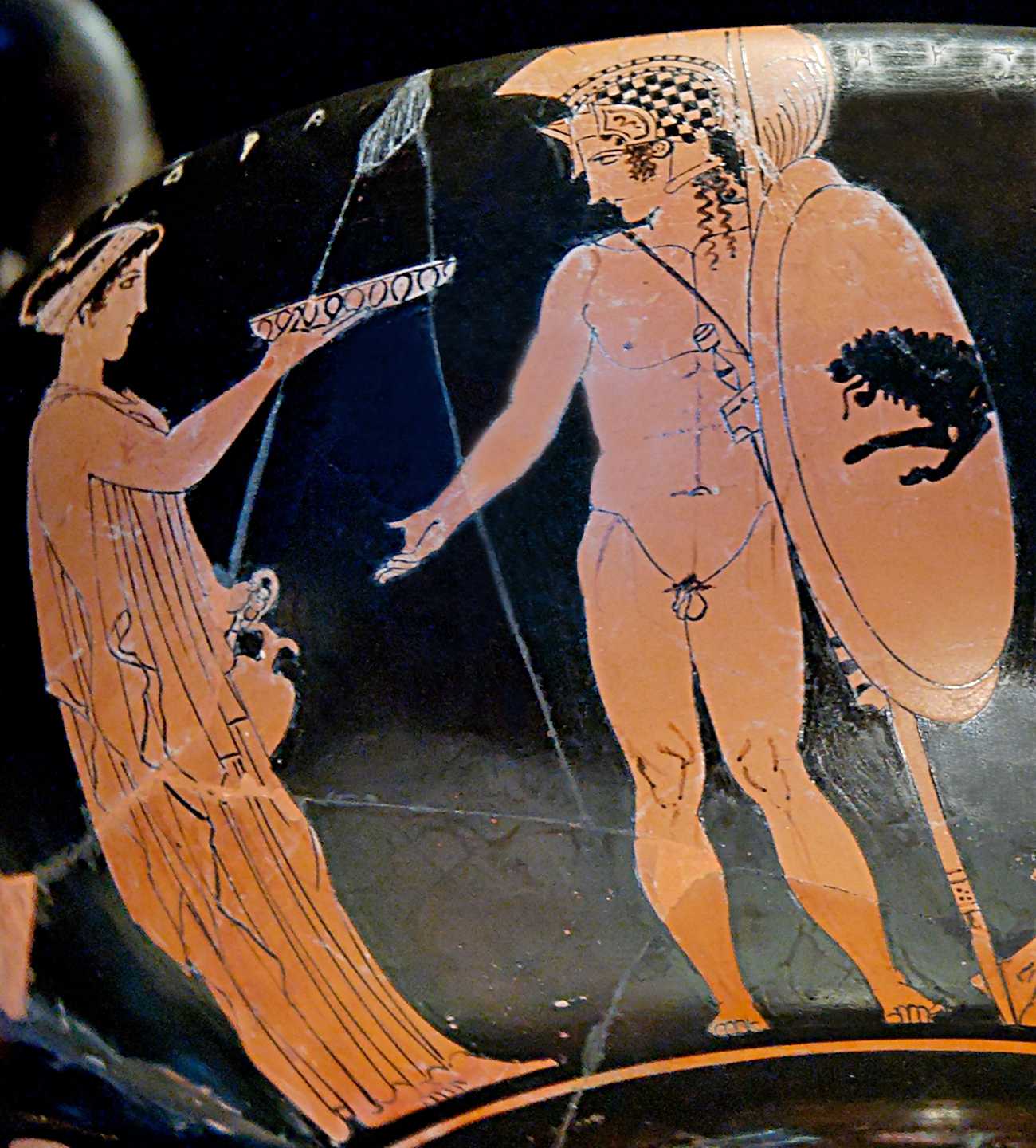
Kassandra und Hektor auf einem Kantharos des Eretria-Malers, um 425/20 v. Chr.

Die dargestellten Szenen widmeten sich nun auch seltener mythologischen Themen als zuvor. Bilder aus der privaten Welt gewannen an Bedeutung. Vor allem Darstellungen aus der Lebenswelt von Frauen sind häufig zu finden. Bei mythologischen Szenen dominieren Bilder mit Dionysos und Aphrodite. Warum dieser Wandel in der Darstellungsweise bei einem Teil der Künstler einsetzte, ist nicht genau bekannt. Einerseits wird ein Zusammenhang mit den Schrecken des Peloponnesischen Krieges vermutet, andererseits wird es mit dem Verlust der vorherrschenden Stellung Athens auf dem mediterranen Töpfermarkt zu erklären versucht, was letztlich auch eine Kriegsfolge gewesen wäre. Nun hätten neue Märkte, etwa in Spanien, erschlossen werden müssen, wo die Kundschaft andere Wünsche und Bedürfnisse hatte. Diesen Theorien widerspricht, dass der alte Stil von manchen Künstlern beibehalten wurde. Andere Künstler, wie der Eretria-Maler, versuchten beide Stile zu verbinden. Die besten Arbeiten der Spätklassik finden sich auf kleinformatigen Vasentypen wie Bauchlekythen, Pyxiden und Oinochoen. Ebenfalls beliebt waren die Lekanis, der Glockenkrater und die Hydria.
Um 370 v. Chr. endet die Produktion üblicher rotfiguriger Keramik. Sowohl der Reiche als auch der Schlichte Stil existierten bis dahin weiter. Der wichtigste Vertreter des Reichen Stils war zu dieser Zeit der Meleager-Maler, der des Schlichten Stils der letzte bedeutende Schalenmaler, der Jena-Maler.

### Kertscher Vasen

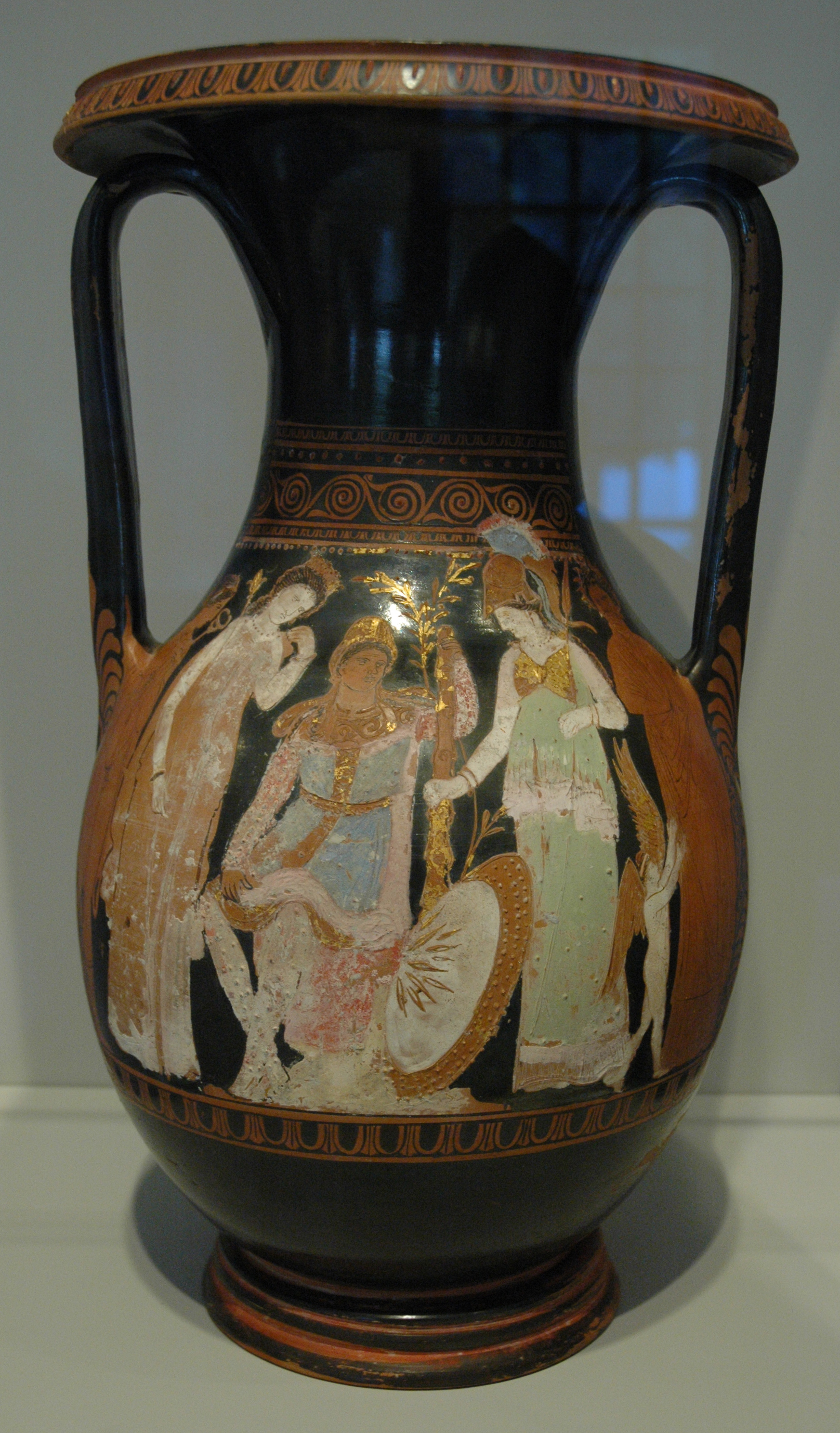
Urteil des Paris, Maler des Hochzeitszugs, um 360 v. Chr.

Die letzten Jahrzehnte rotfiguriger Vasenmalerei in Athen wurden von den Kertscher Vasen geprägt. Der von ihnen vertretene Stil, der etwa 370 bis 330 v. Chr. bestimmend war, bildete eine Verbindung des Reichen und des Schlichten Stils, wobei der Reiche Stil einen größeren Einfluss hatte. Typisch für die Kertscher Vasen waren überladene Bildkompositionen mit großen, statuenhaften Figuren. Neben den bislang gängigen zusätzlichen Farben kommen nun auch Blau, Grün und andere hinzu. Um Volumen und Schatten zu zeigen, wird verdünnter, verlaufender Glanzton aufgetragen. Manchmal werden ganze Figuren appliziert, das heißt als kleine figürliche Reliefs dem Vasenkörper aufgesetzt. Die Anzahl der verschiedenen Gefäßformen geht stark zurück. Übliche Bildträger waren jetzt Peliken, Kelchkratere, Bauchlekythen, Skyphoi, Hydrien und Oinochoen. Dargestellt wurden in besonders großer Zahl Szenen aus dem Leben der Frauen. Bei mythologischen Bildern herrschte weiterhin Dionysos vor, außerdem Ariadne und Herakles bei den Heroen. Bedeutendster Künstler ist der Marsyas-Maler.
Spätestens um 320 v. Chr. wurden die letzten Vasen mit figürlichen Darstellungen in Athen geschaffen. Danach wurden noch einige Zeit Vasen in dieser Technik hergestellt, die jedoch unfigürlich dekoriert wurden. Letzte fassbare Vertreter sind die Maler der bezeichnenderweise YZ genannten Gruppe.

### Künstler und Werke

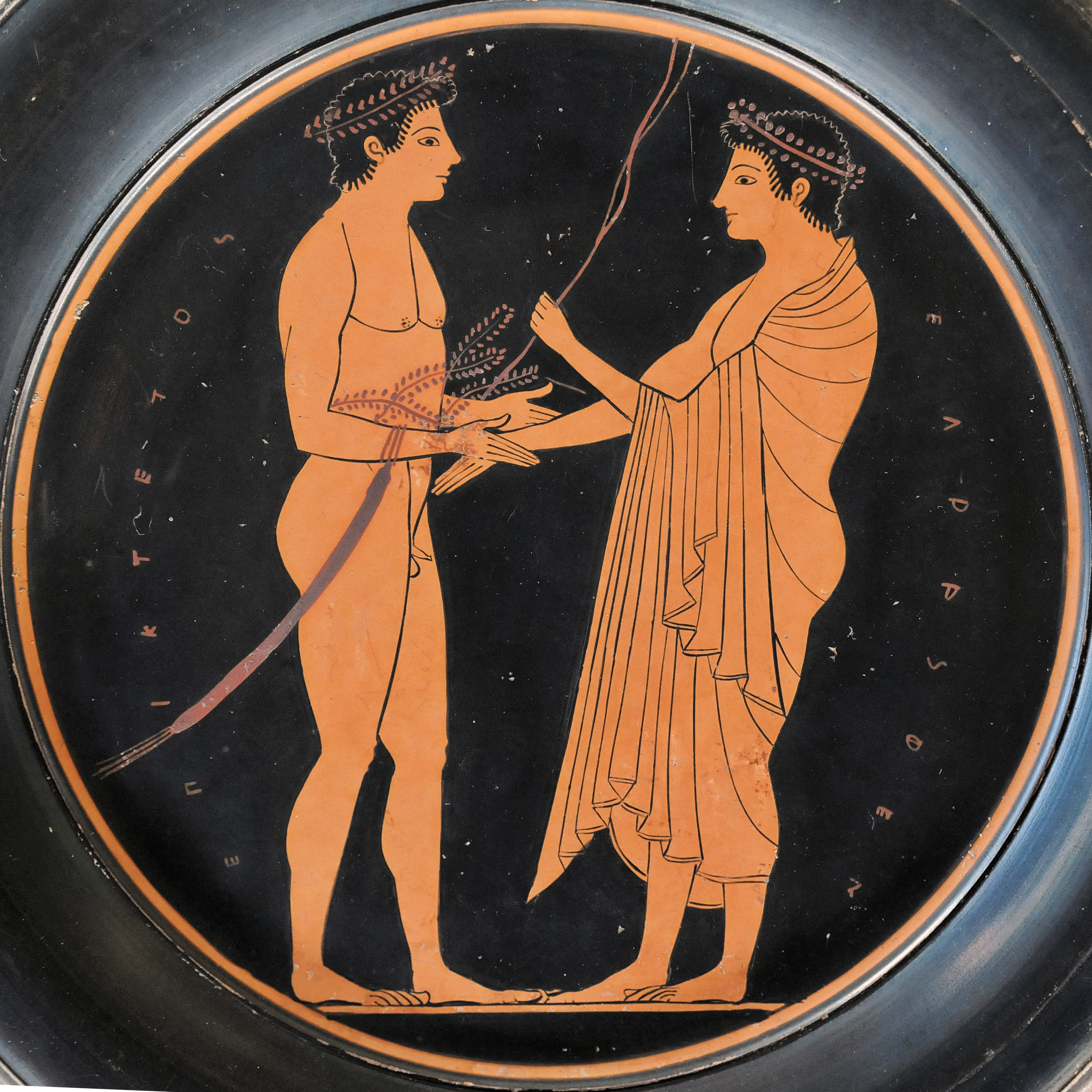
Malersignatur des Epiktetos, Kylix-Tondo mit einer Palästraszene, um 520/10 v. Chr.

Das Töpferviertel Athens war der Kerameikos. Hier gab es diverse kleinere und wohl auch größere Werkstätten. 1852 fand man dort bei Bauarbeiten in der Hermesstraße die Werkstatt des Jenaer Malers. Die dort gefundenen Artefakte befinden sich heute in der Universitätssammlung der Friedrich-Schiller-Universität Jena. Besitzer der Werkstätten waren nach heutiger Erkenntnis die Töpfer. Von etwa 40 attischen Vasenmalern ist aus Beischriften der Name bekannt. Zum Namen gehörte im Allgemeinen der Zusatz ἐγραψεν (égrapsen, hat gemalt). Dem gegenüber stand die Signatur der Töpfer, ἐποίησεν (epoíesen, hat gemacht) die sich mehr als doppelt so oft, nämlich etwa 100-mal fand. Waren die Signaturen schon seit etwa 580 v. Chr. bekannt, steigerte sich ihre Verwendung bis zu einem Höhepunkt während der Pionierzeit. Doch mit einer veränderten, negativeren Einstellung zum Handwerk nahm im Laufe der Zeit, spätestens seit der Klassik, auch die Anzahl der belegten Signaturen wieder ab. Insgesamt sind solche Signaturen jedoch recht selten und da sie häufig auf besonders guten Stücken gefunden wurden, lässt sich daraus sicher der Stolz der Töpfer und Vasenmaler erkennen.

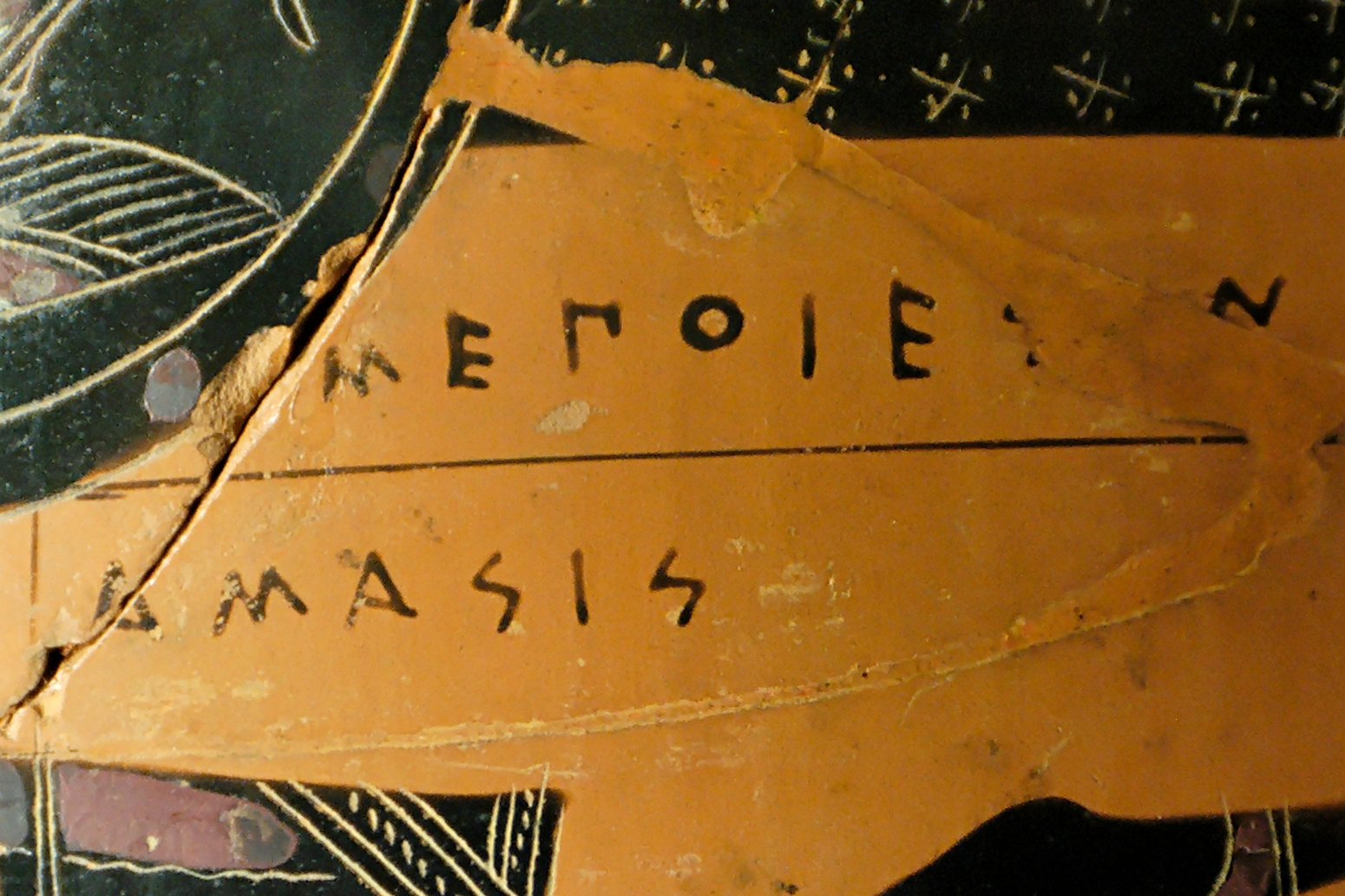
Töpfersignatur des Amasis auf einer Olpe, um 550/30 v. Chr.

Der Status der Maler bleibt im Vergleich mit den Töpfern manchmal unklar. Da beispielsweise Euphronios und andere Maler später selbst als Töpfer arbeiteten, ist anzunehmen, dass zumindest ein beträchtlicher Teil keine Sklaven waren. Doch deuten manche Namen darauf hin, dass unter den Vasenmalern auch ehemalige Sklaven oder Periöken waren. Zudem sind manche der bekannten Eigennamen nicht eindeutig zu interpretieren. So gibt es mehrere Vasenmaler, die als Polygnotos signiert haben. Wahrscheinlich handelt es sich hier um Versuche, vom Namen des großen Monumentalmalers zu profitieren. Ebenso könnte es sich im Falle anderer Maler mit berühmten Namen, wie Aristophanes, verhalten. Die Karrieren von Vasenmalern sind heute zum Teil recht gut dokumentiert. Neben Malern, die nur relativ kurz arbeiteten, ein bis zwei Jahrzehnte, gab es auch Maler, deren Schaffenszeit sich weitaus länger verfolgen lässt. Zu diesen lange wirkenden Künstlern gehören beispielsweise Duris, Makron, Hermonax oder der Achilleus-Maler. Da mehrfach der Wechsel vom Maler zum Töpfer zu beobachten ist, und des Öfteren unklar ist, ob manche Töpfer auch als Maler und umgekehrt gearbeitet haben, geht man davon aus, dass sich eine Karriere vom Gehilfen, denen beispielsweise die Bemalung der Vasen oblag, bis hin zum Töpfer möglich war. Mit der Einführung der rotfigurigen Malerei veränderte sich das Arbeitsbild der Töpfer und Vasenmaler offenbar jedoch erst zu dieser Arbeitsteilung. Noch während der schwarzfigurigen Periode sind viele attische Töpfermaler bekannt, etwa Exekias, Nearchos oder möglicherweise auch Amasis. Durch die gestiegene Exportnachfrage wurden Umstrukturierungen im Produktionsprozess nötig, Arbeitsteilung wurde üblich und eine nicht immer eindeutige Trennung zwischen Töpfer und Vasenmaler wurde vollzogen. Wie schon erwähnt oblag das Bemalen der Gefäße wohl vor allem den jüngeren Gehilfen. Nun lassen sich dadurch einige Hinweise auf die Möglichkeiten der Handwerksgruppen schließen. So scheint es, als hätten im Allgemeinen mehrere Maler in einer Töpferwerkstatt gearbeitet, weil sich häufig zu ähnlicher Zeit bemalte Werke verschiedener Vasenmaler eines Töpfers finden. So arbeiteten beispielsweise für Euphronios unter anderem Onesimos, Duris, der Antiphon-Maler, der Triptolemos-Maler und der Pistoxenos-Maler. Andererseits konnten auch die Maler zwischen den Werkstätten wechseln. So arbeitete der Schalenmaler Oltos für mindestens sechs verschiedene Töpfer.

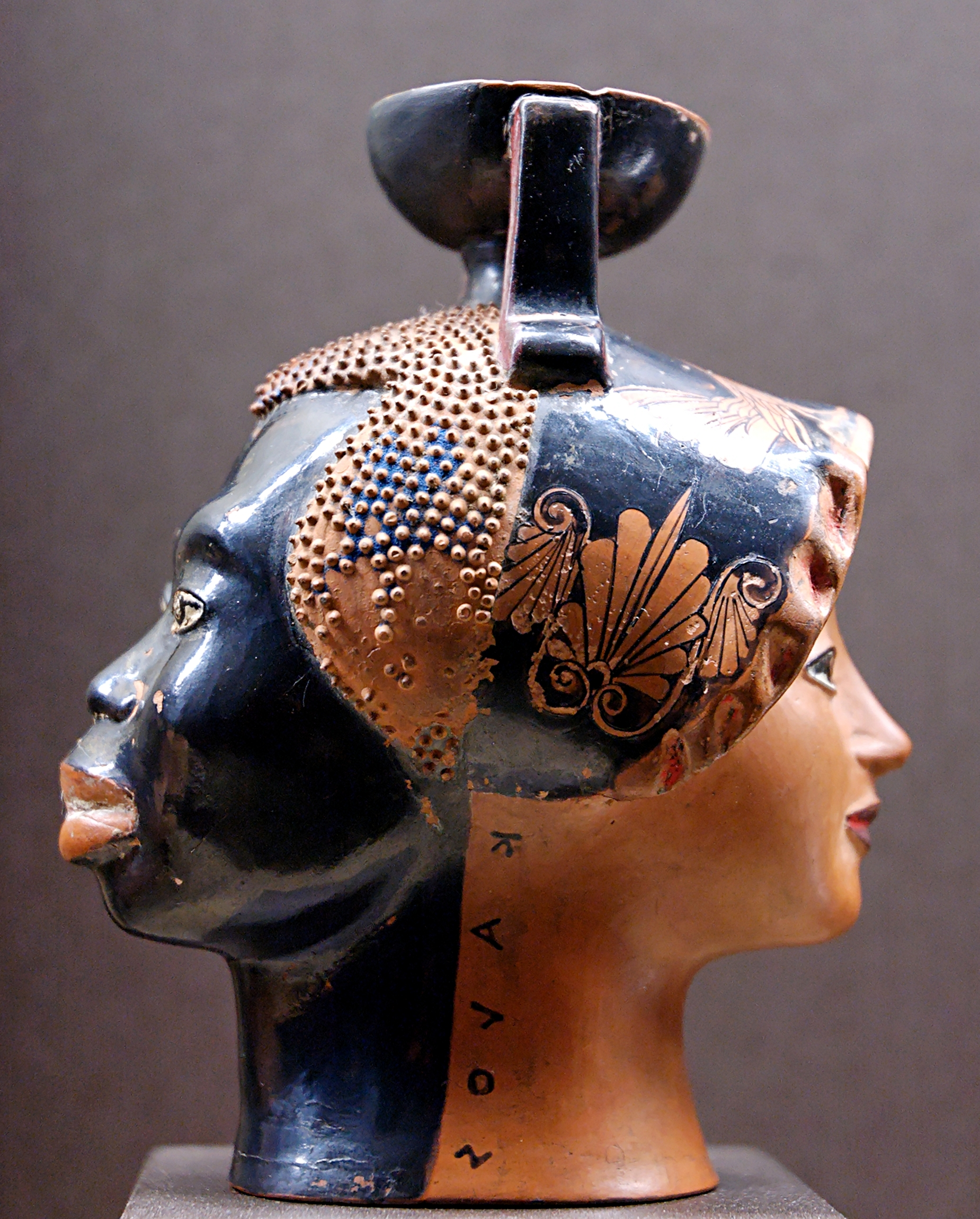
Kalos-Inschrift auf einem möglicherweise von Skythes bemalten Kopfgefäß der Epilykos-Klasse, um 520/10 v. Chr.

Auch wenn Vasenmaler aus heutiger Sicht oft als Künstler angesehen werden und die Vasen dementsprechend als Kunstwerke, entspricht dies nicht der antiken Sichtweise. Vasenmaler waren ebenso wie Töpfer Handwerker, ihre Produkte Handelsgut. Die Handwerker mussten ein angemessenes Bildungsniveau besessen haben, da vielfach auch andere In- und Beischriften zu finden sind. Zum einen handelt es sich um die schon erwähnten Kalos-Inschriften (auch Lieblingsinschriften genannt), zum anderen um Beschriftungen des Dargestellten. Doch konnte wohl nicht jeder Vasenmaler schreiben, wie manche Beispiele sinnlos aneinander gereihter Buchstaben zeigen. Doch ist zu beobachten, dass sich die Schreibkundigkeit seit dem 6. Jahrhundert v. Chr. stetig verbessert. Ob Töpfer und auch Vasenmaler zur attischen Elite gezählt haben, konnte bislang nicht befriedigend geklärt werden: Stellten die Maler bei Szenen aus dem Symposion, einem Vergnügen der Oberschicht, folglich selbst Erlebtes dar, sehnten sie sich nur nach der Teilnahme oder befriedigten sie schlicht einen Warenbedarf? Ein Großteil der produzierten Vasen wie Psykter, Kratere, Kalpis und Stamnos, aber auch Kylixes und Kanthares waren zumindest für diesen Zweck, das Symposion, bestimmt.
Aufwändig bemalte Vasen waren ein gutes, aber nicht das beste Tafelgeschirr, das ein Grieche besitzen konnte. Höher im Ansehen als solche Vasen stand metallenes Geschirr, vor allem natürlich aus Edelmetall. Dennoch waren solche Vasen keine ganz billigen Produkte. Vor allem große Exemplare waren kostbar. So kosteten große bemalte Gefäße um 500 v. Chr. etwa eine Drachme, was dem damaligen Tageslohn eines Steinmetzen entsprach. Andererseits können die keramischen Gefäße auch als Versuch interpretiert werden, Metallgeschirr zu imitieren. Es ist anzunehmen, dass die unteren sozialen Schichten eher einfachere, umfangreich durch Ausgrabungen nachgewiesene Gebrauchskeramiken nutzten. Noch weiter verbreitet war wahrscheinlich Geschirr aus vergänglichen Materialien wie Holz. Trotzdem zeugen zahlreiche Siedlungsfunde rotfiguriger Keramik, wenn auch nicht höchster Qualität, davon, dass diese Gefäße im Alltag genutzt wurden. Ein Großteil der Produktion war allerdings den Kult- und Grabgefäßen vorbehalten. In jedem Fall ist anzunehmen, dass die Herstellung hochwertiger Töpferwaren ein durchaus einträgliches Geschäft war. So wurden beispielsweise Reste eines kostspieligen Weihgeschenkes des Malers Euphronios auf der Akropolis von Athen gefunden. Unzweifelhaft ist, dass der Export der Keramik einen nicht zu unterschätzenden Anteil am Wohlstand der Stadt Athen hatte. So verwundert es auch nicht, dass viele Werkstätten ihre Produktion auf den Export ausgerichtet hatten und beispielsweise Gefäßformen herstellten, die in den Abnehmerregionen gefragt waren. Der Niedergang der Vasenmalerei setzt nicht zuletzt in der Zeit ein, als die Etrusker, wohl die Hauptabnehmer attischer Keramik, im 4. Jahrhundert v. Chr. unter immer größeren Druck durch süditalische Griechen und die Römer kamen. Vor allem seit der Niederlage der Etrusker gegen die Griechen 474 v. Chr. importierten diese viel weniger griechische Keramik und produzierten vermehrt selbst. Danach exportierten attische Händler vor allem innerhalb der griechischen Welt. Hauptgrund für den Niedergang war jedoch der für Athen immer schlechtere Verlauf des Peloponnesischen Krieges, der in der verheerenden Niederlage der Athener im Jahr 404 v. Chr. gipfelte. Von nun an kontrollierte Sparta den Handel mit Italien, ohne die wirtschaftliche Kraft zu besitzen, ihn auszufüllen. Attische Töpfer mussten sich ein neues Absatzgebiet suchen und fanden es am Schwarzen Meer, in Spanien und in Südfrankreich. Diese Vasen sind meist von geringerer Qualität und wurden vor allem wegen ihres „exotischen Flairs“ gekauft. Doch erholten sich Athen und auch die Töpferindustrie nie mehr ganz von der Niederlage und es zog schon im Verlauf des Krieges einige Töpfer und Vasenmaler nach Unteritalien, wo die wirtschaftliche Basis besser war. Bezeichnend für die Ausrichtung der attischen Vasenproduktion auf den Export ist der nahezu vollständige Verzicht auf die bildliche Darstellung von Theaterszenen. Denn Käufer aus anderen Kulturkreisen, etwa Etrusker oder später Abnehmer im heutigen Spanien, hätten die Darstellungen nicht verstanden oder sie nicht interessant gefunden. In der nicht auf den Export ausgerichteten unteritalischen Vasenmalerei hingegen sind Vasen mit Bildern aus dem Theaterbereich keine Seltenheit. Ein weiterer Grund für das Produktionsende figürlich dekorierter Vasen war eine Veränderung des Geschmacks, die mit dem beginnenden Hellenismus einsetzte.

## Unteritalien
Die unteritalische rotfigurige Vasenmalerei entstammt einem Produktionsgebiet, das aus moderner Sicht als einziges unter künstlerischen Aspekten mit den attischen Produktionen mithalten konnte. Nach den attischen Vasen sind die unteritalischen, zu denen auch die sizilischen gehören, die am besten erforschten. Im Gegensatz zu ihren attischen Pendants wurden sie überwiegend für den regionalen Markt produziert. Nur wenige Stücke fanden sich außerhalb Unteritaliens, dessen Küstenregion zu dieser Zeit von griechischen Städten kontrolliert wurde, die während der griechischen Kolonisation gegründet wurden. Die ersten Werkstätten entstanden in der Mitte des 5. Jahrhunderts v. Chr., gegründet wurden sie von attischen Keramikern. Schnell wurden auch einheimische Handwerker ausgebildet und die thematische und formale Abhängigkeit von den attischen Vasen wurde bald überwunden. Gegen Ende des Jahrhunderts bildeten sich in Apulien die sogenannten ornate- und plain-styles heraus. Vor allem der ornate-style wurde von den anderen festländischen Schulen übernommen, jedoch wurde es dort nie ganz zur apulischen Kunstfertigkeit gebracht.
Heute sind etwa 21.000 unteritalische Vasen und Fragmente bekannt. Davon wurden etwa 11.000 der apulischen, 4000 der kampanischen, 2000 der paestanischen, 1500 der lukanischen und etwa 1000 Stücke den sizilischen Werkstätten zugewiesen.

### Apulien

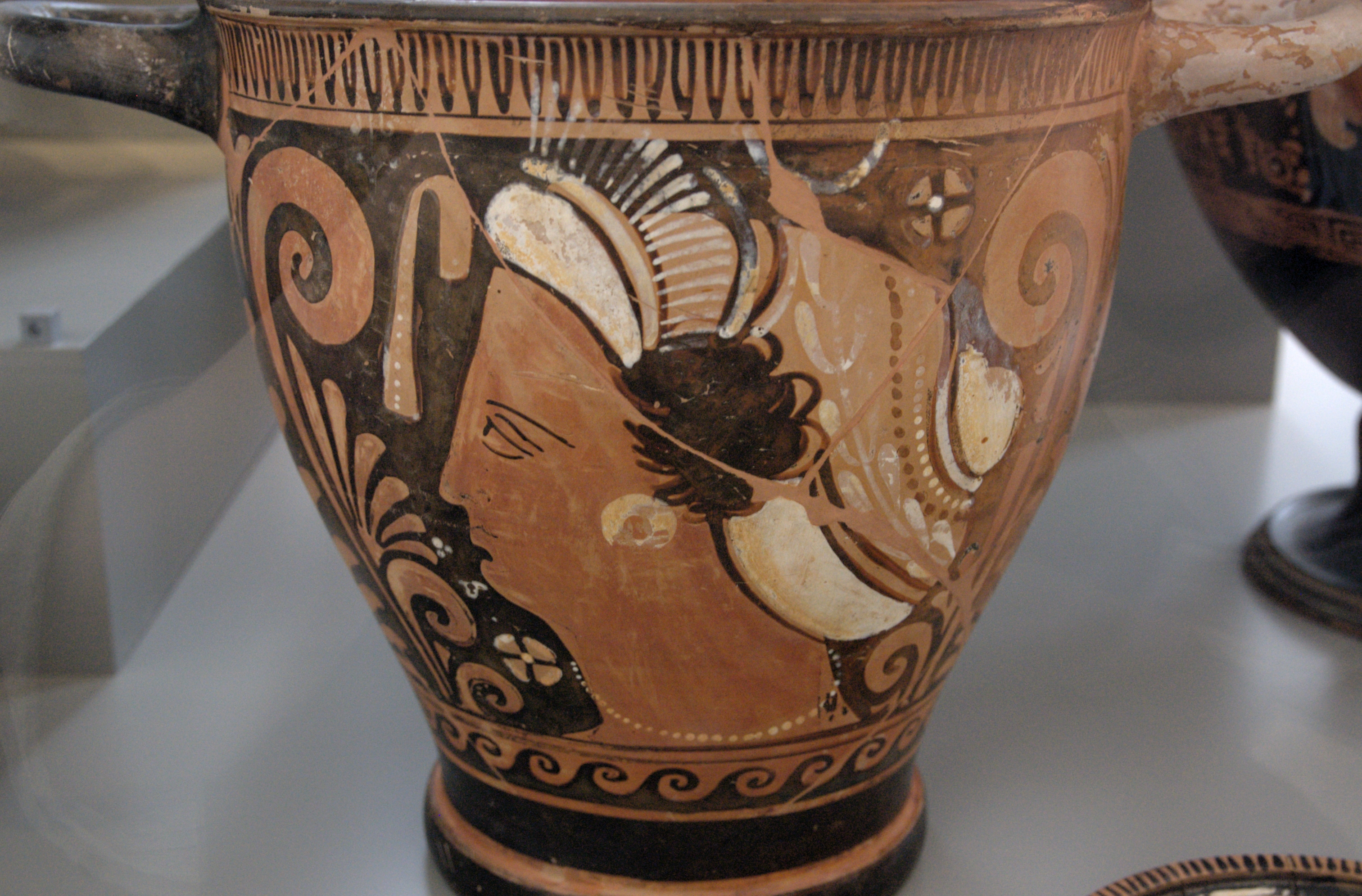
Skyphos mit der Darstellung eines Frauenkopfes des Armidale-Malers, um 340 v. Chr.

Die Apulische Vasenmalerei gilt als die führende Gattung der unteritalischen Vasenmalerei. Ein wichtiges Produktionszentrum lag in Tarent. Die rotfigurigen Vasen wurden in Apulien in einem Zeitraum von etwa 430 bis 300 v. Chr. hergestellt. In der apulischen Vasenmalerei wird zwischen dem plain- und dem ornate-style unterschieden. Die Unterscheidung liegt vor allem darin begründet, dass beim plain-style, abgesehen von Glocken- und Kolonettenkrateren, kleinere Gefäße bemalt wurden. Auf diesen wurden selten mehr als vier Figuren gezeigt. Schwerpunkt bei der Darstellung waren mythologische Themen, Frauenköpfe, Krieger in Kampf- und bei Abschiedsszenen sowie Thiasos-Bilder aus dem dionysischen Bereich. Auf der Rückseite wurden häufig „Manteljünglinge“ dargestellt. Wichtigstes Merkmal dieser einfach dekorierten und komponierten Vasen ist der weitestgehende Verzicht auf Zusatzfarben. Bedeutende Vertreter waren der Sisyphos-Maler und der Tarporley-Maler. Nach der Mitte des vierten vorchristlichen Jahrhunderts ist eine Annäherung an den ornate-style zu beobachten. Wichtigster Künstler war zu dieser Zeit der Varrese-Maler.

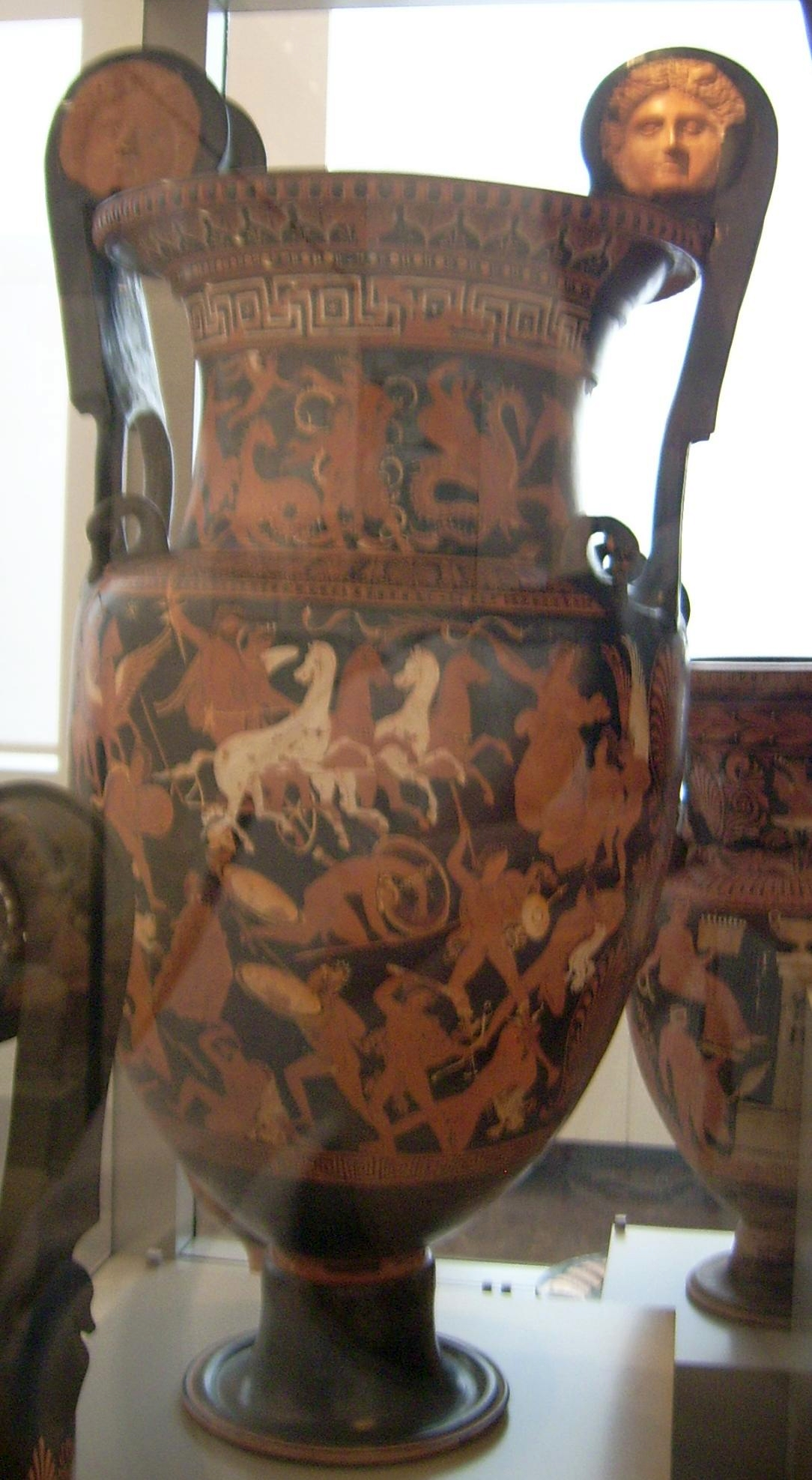
Gigantomachie-Krater des Unterwelt-Malers, um 340 v. Chr.

Beim ornate-style legten die Künstler meist Wert auf großformatige Vasen wie Volutenkratere, Amphoren, Loutrophoren und Hydrien. Die größere Gefäßoberfläche wurde dazu genutzt, bis zu 20 Figuren in zum Teil mehreren Registern auf dem Vasenkörper darzustellen. Zusätzliche Farben, vor allem Rottöne, Goldgelb und Weiß, wurden reichlich eingesetzt. Seit der zweiten Hälfte des 4. Jahrhunderts v. Chr. wurden vor allem in den Halszonen und an den Seiten der Vasen üppige Pflanzen- oder Ornamentdekorationen aufgebracht. Zur gleichen Zeit wurden auch perspektivische Ansichten, vor allem von Gebäuden wie den „Unterweltspalästen“ (Naïskos), dargestellt. Seit etwa 360 v. Chr. wurden solche Bauwerke häufig in Szenen wiedergegeben, die mit dem Totenkult in Verbindung standen (Naïskosvasen). Wichtigste Vertreter dieses Stils sind der Iliupersis-Maler, der Dareios-Maler und der Baltimore-Maler. Beliebt waren vor allem mythologische Szenen: Götterversammlungen, Amazonomachien, der trojanische Sagenkreis, Herakles und Bellerophon. Zudem wurden immer wieder Mythen dargestellt, die man sonst nur selten auf Vasen sieht. Manche Vasen sind die einzige Quelle für die Ikonografie derartiger Mythen. Ein in der attischen Malerei seltenes Sujet sind die Theaterdarstellungen. Vor allem Possenszenen, etwa auf sogenannten Phlyakenvasen, sind nicht selten zu finden. Alltags- und Sportdarstellungen spielten hingegen nur in der Anfangszeit eine Rolle, nach 370 v. Chr. verschwinden sie aus dem Repertoire. Viele der Unterschiede zur attischen Vasenmalerei lassen sich nicht zuletzt auf den Umstand zurückführen, dass die apulischen Gefäße in zunehmendem Maß speziell für ihre Verwendung am und im Grab gearbeitet wurden.
Die apulische Malerei beeinflusste die anderen Keramikzentren Unteritaliens maßgeblich. Es wird angenommen, dass sich einige apulische Künstler in anderen unteritalischen Städten niedergelassen hatten und dort ihr Können einbrachten. Neben den rotfigurigen Vasen wurden in Apulien auch schwarzgefirnisste Gefäße mit aufgemaltem Dekor (Gnathiavasen) und polychrome Vasen (Canosiner Vasen) produziert.

### Kampanien

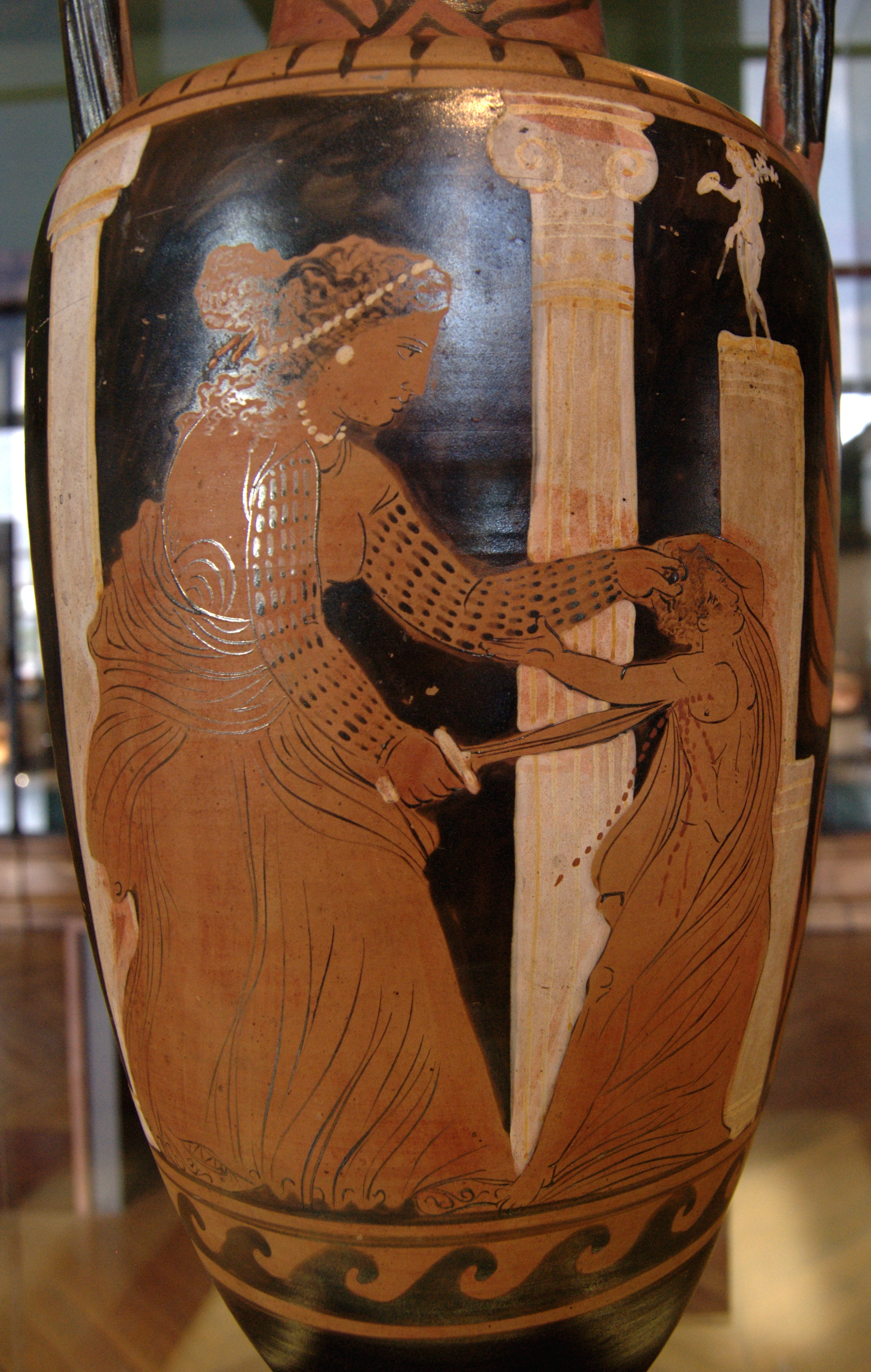
Medea tötet eines ihrer Kinder, Halsamphora des Ixion-Malers, um 330 v. Chr.

Auch in Kampanien wurden im 5. und 4. Jahrhundert v. Chr. rotfigurige Vasen geschaffen. Auf dem hellbraunen Ton Kampaniens wurde ein Überzug aufgebracht, der nach dem Brennen einen rosafarbenen bis roten Farbton annimmt. Kampanische Vasenmaler bevorzugten eher kleinere Gefäßtypen, hinzu kamen Hydrien und Glockenkratere. Als Leitform Kampaniens gilt die Bügelhenkelamphora. Viele Gefäßformen, die für die apulische Keramik typisch waren, fehlten, so Voluten- und Kolonettenkratere, Lutrophoren, Rhyta und Nestoriden; Peliken sind selten. Das motivische Repertoire ist begrenzt. Gezeigt werden Jünglings- und Frauengestalten, Thiasos-Szenen, Vogel- und Tierbilder, vor allem auch einheimische Krieger und Frauen. Auf den Rückseiten befinden sich häufig Manteljünglinge. Mythologische Szenen und Darstellungen, die mit dem Grabkult in Zusammenhang stehen, spielen eine untergeordnete Rolle. Naiskos-Szenen, ornamentale Elemente sowie Polychromie werden erst ab etwa 340 v. Chr. unter apulischem Einfluss aufgegriffen.
Vor der Einwanderung sizilischer Keramiker im zweiten Viertel des 4. Jahrhunderts v. Chr., die mehrere Werkstätten in Kampanien etablierten, ist dort nur die Werkstatt der Owl-Pillar-Gruppe aus der zweiten Hälfte des 5. Jahrhunderts v. Chr. bekannt. Die Kampanische Vasenmalerei wird in drei Hauptgruppen gegliedert:
Die erste Gruppe wird repräsentiert durch die Werkstatt des Kassandra-Malers aus Capua, der noch unter dem Einfluss sizilischer Maler stand. Ihm folgen die Werkstätten des Parrish-Malers und die Werkstatt um den Laghetto-Maler und den Caivano-Maler. Kennzeichnend sind die Vorliebe für Satyrfiguren mit Thyrsos, Darstellungen von Köpfen – meist unter den Henkeln von Hydrien –, Zinnbordüren an den Gewändern und die häufige Verwendung weißer, roter und gelber Zusatzfarbe. Der Laghetto- und der Caivano-Maler scheinen später nach Paestum ausgewandert zu sein.
Die AV-Gruppe hatte ihre Werkstatt ebenfalls in Capua. Besonders wichtig ist hier der Whiteface-Frignano-Maler, der einer der ersten Maler der Gruppe war. Typisch ist für ihn die Verwendung weißer Zusatzfarbe zur Kennzeichnung der weiblichen Gesichter. Besonders in dieser Gruppe wurden heimische Szenen, Frauen und Krieger gezeigt. Mehrfigurige Szenen sind selten, meist wird jeweils nur eine Figur auf der Vorder- und Rückseite gezeigt, manchmal lediglich der Kopf. Die Gewänder sind meist flüchtig gezeichnet.
In Cumae arbeitete nach 350 v. Chr. der CA-Maler sowie dessen Mitarbeiter und Nachfolger. Der CA-Maler gilt als herausragender Vertreter dieser Gruppe, womöglich der gesamten kampanischen Vasenmalerei. Ab 330 v. Chr. ist ein starker Einfluss der apulischen Vasenmalerei augenscheinlich. Am häufigsten dargestellte Motive sind Naiskos- und Grabszenen, dionysische Szenen und Symposiendarstellungen. Typisch ist zudem die Darstellung von geschmückten Frauenköpfen. Der CA-Maler arbeitete polychrom, verwendete aber manchmal sehr viel Deckweiß bei Architektur- und Frauendarstellungen. Seine Nachfolger konnten seine Qualität nur bedingt halten und so setzte schnell ein Niedergang ein, der um 300 v. Chr. auch im Ende der kampanischen Vasenmalerei mündete.

### Lukanien

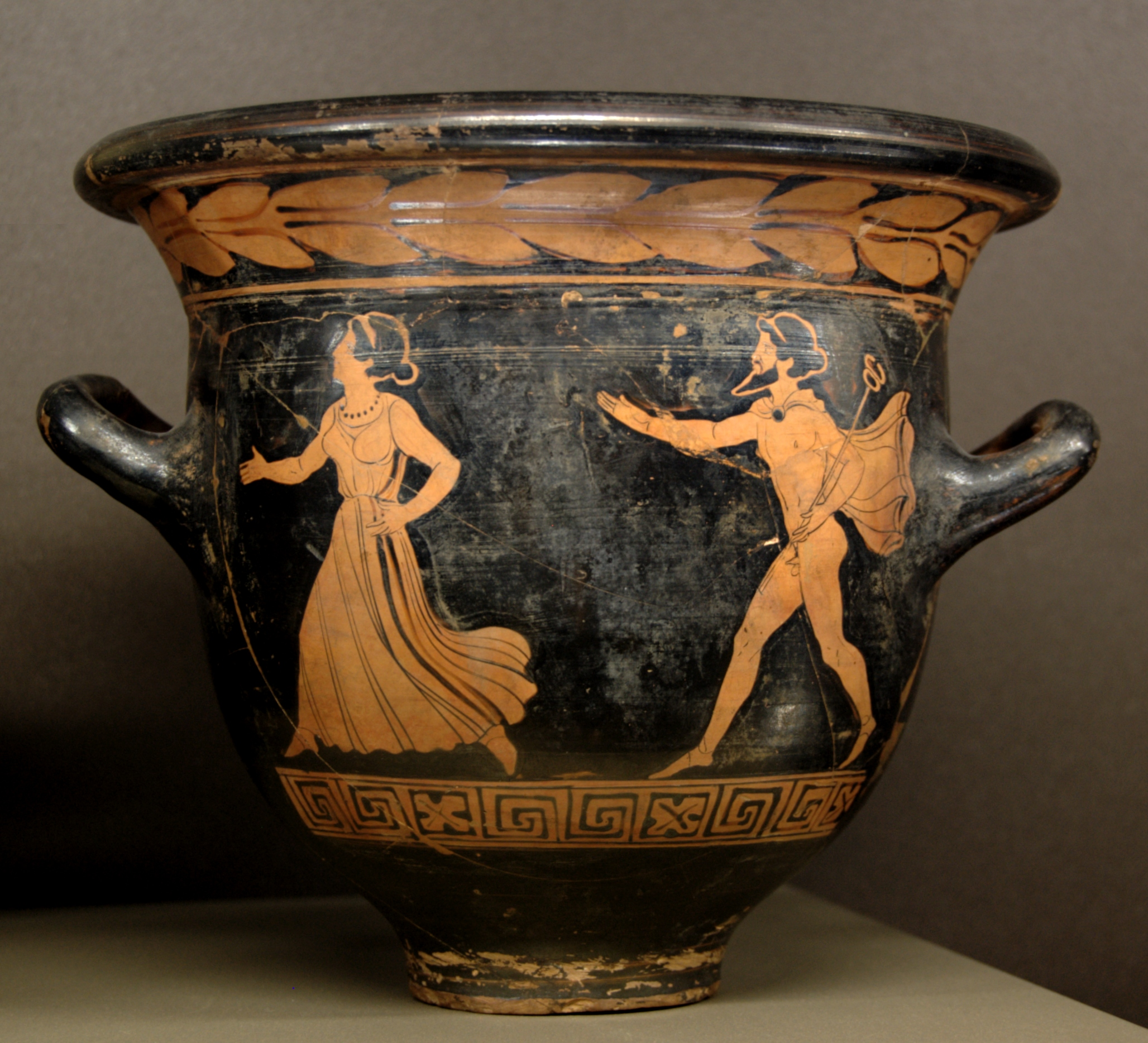
Hermes verfolgt eine Frau, Glockenkrater des Dolon-Malers, um 390/80 v. Chr.

Die Lukanische Vasenmalerei begann um das Jahr 430 v. Chr. mit den Arbeiten des Pisticci-Malers. Er wirkte wohl in Pisticci, wo ein Teil seiner Werke gefunden wurde. Er stand noch stark in attischer Tradition. Seine Nachfolger, der Amykos-Maler oder der Kyklops-Maler, hatten ihre Werkstatt in Metapont. Sie bemalten als erste den neuen Vasentyp Nestoris. Häufig werden mythische Szenen und Bilder aus dem Theaterleben gezeigt. So zeigte der nach den Cheophoroi des Aischylos’ benannte Cheophoroi-Maler auf mehreren seiner Vasen Szenen aus dieser Tragödie. Zu dieser Zeit wird auch der Einfluss der apulischen Vasenmalerei spürbar. Vor allem die Polychromie und ornamentale Pflanzendekors werden nun Standard. Wichtige Vertreter in dieser Zeit waren der Dolon-Maler und der Brooklyn-Budapest-Maler. Zur Mitte des 4. Jahrhunderts v. Chr. ist eine massive Abnahme der Qualität und der thematischen Vielfalt in den Darstellungen zu beobachten. Letzter bedeutender Vasenmaler Lukaniens war der vom apulischen Lykurgos-Maler beeinflusste Primato-Maler. Nach ihm endet die lukanische Vasenmalerei nach einem kurzen rapiden Niedergang zu Beginn des letzten Viertels des 4. Jahrhunderts v. Chr.

### Paestum

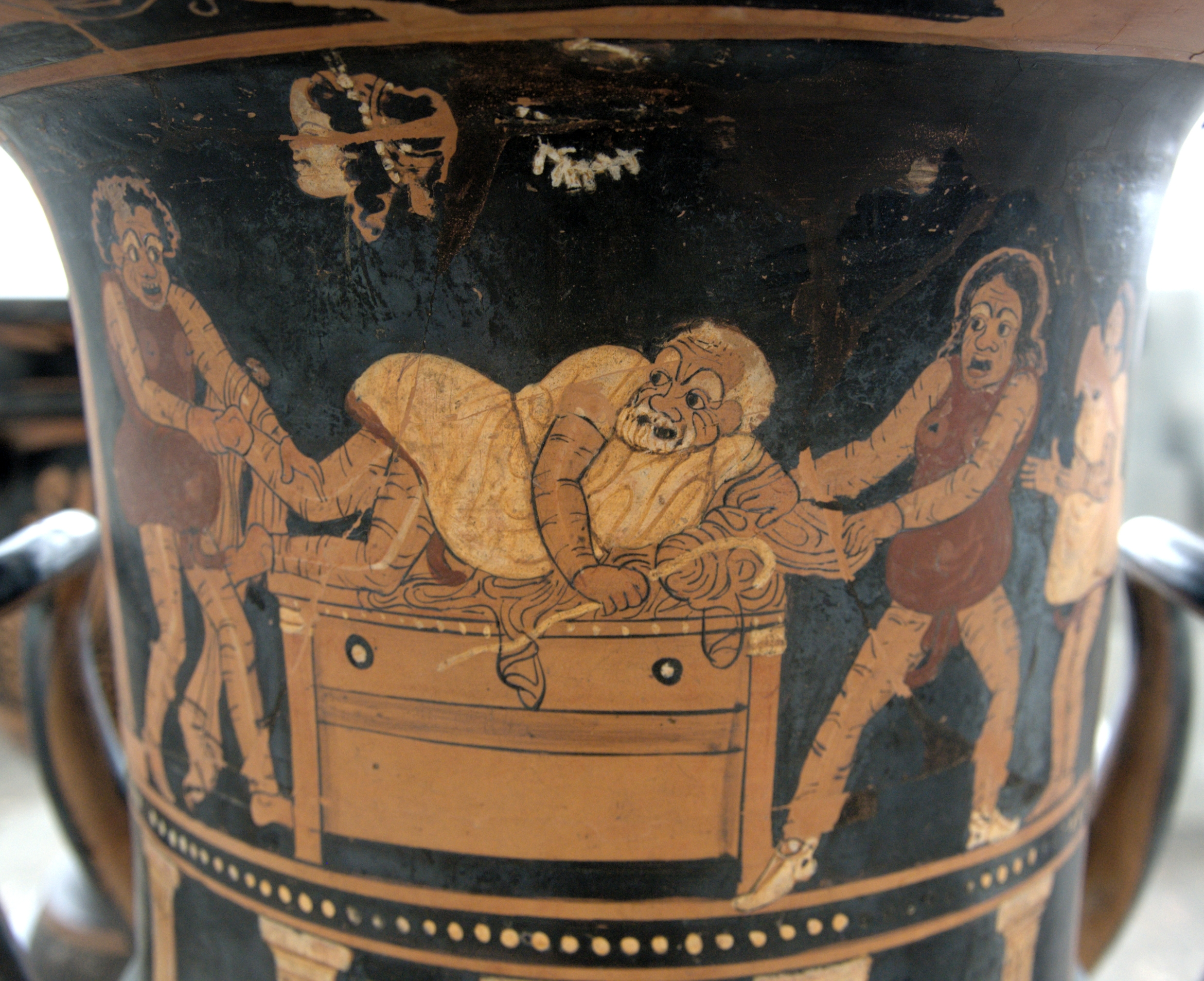
Kelchkrater mit einer Phlyakenszene vom Maler Asteas, um 350/40 v. Chr.

Die Paestanische Vasenmalerei entstand als letzter unteritalischer Stil. Sie wurde um das Jahr 360 v. Chr. von sizilischen Einwohnern begründet. Die erste Werkstatt wurde von Asteas und Python geführt. Es sind die beiden einzigen durch Inschriften namentlich bekannten Vasenmaler Unteritaliens. Es wurden vor allem Glockenkratere, Halsamphoren, Hydrien, Lebetes Gamikoi, Lekaniden, Lekythen und Kannen bemalt, seltener Verwendung fanden Peliken, Kelch- und Volutenkratere. Besonders charakteristisch sind Verzierungen wie Seitenpalmetten, eine als „Asteas-Blüte“ bezeichnete Ranke mit Blütenkelch und Dolde, Zinnenmuster auf den Gewändern und lockiges, angelegtes und über den Rücken hängendes Haupthaar. Ebenfalls typisch sind Figuren, die sich vorbeugen und sich auf Pflanzen oder Steine stützen. Zusatzfarben werden häufig verwendet, besonders Weiß, Gold, Schwarz, Purpur und verschiedene Rottöne.

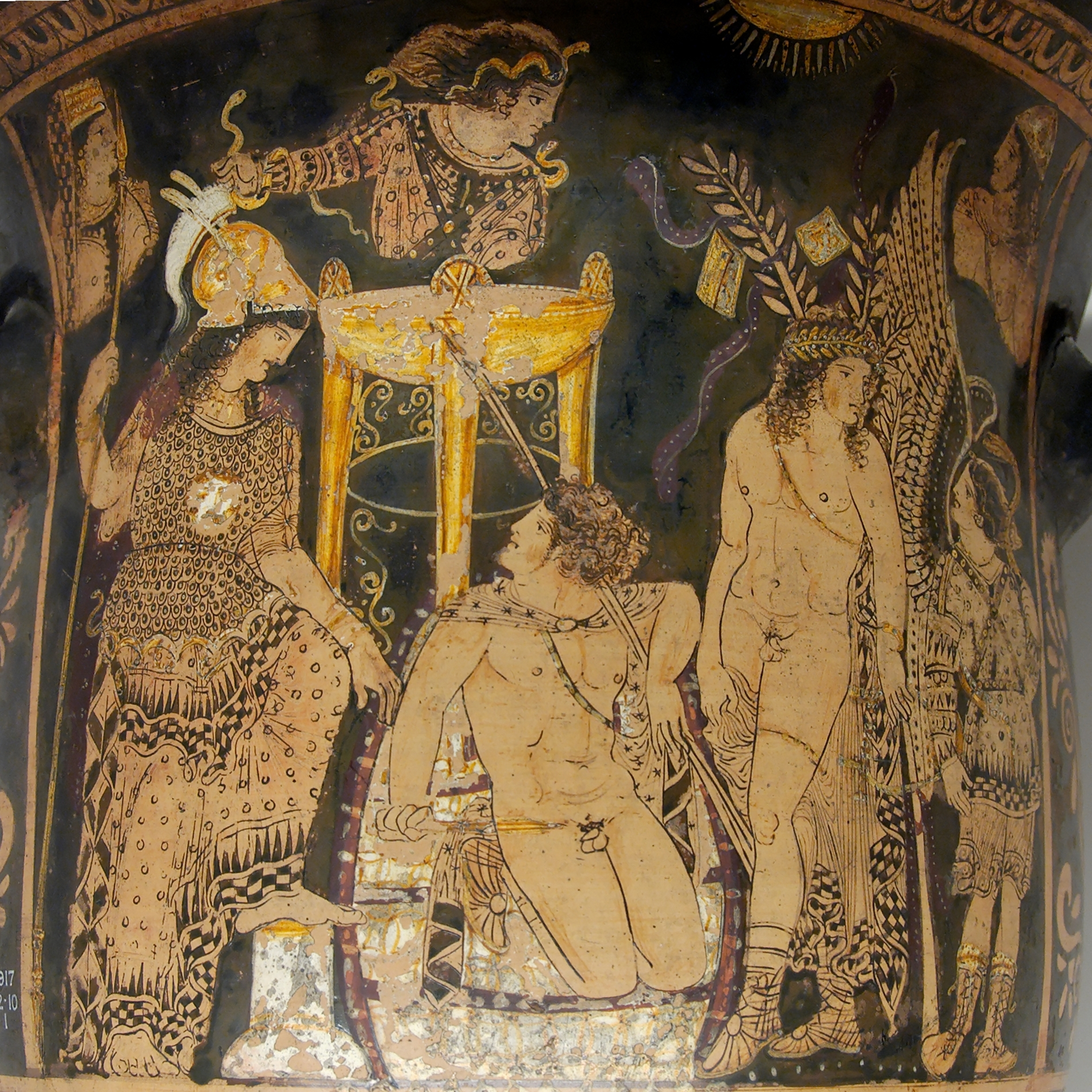
Orest in Delphi, Krater des Python, um 330 v. Chr.

Die dargestellten Themen sind oft im dionysischen Bereich angesiedelt: Thiasos- und Symposienszenen, Satyrn und Mänaden, Papposilenen und Phlyakenszenen. Zahlreich sind auch weitere mythische Motive vertreten, vor allem Herakles, das Parisurteil, Orestes, Elektra, unter den Göttern Aphrodite und Eroten, Apollon, Athene und Hermes. Es gibt in der paestanischen Malerei nur selten Alltagsbilder, dafür Darstellungen von Tieren. Asteas und Python beeinflussten die Vasenmalerei der Stadt nachhaltig. Dies ist an den Arbeiten ihrer Nachfolger, etwa des wohl aus Apulien eingewanderten Aphrodite-Malers, erkennbar. Um 330 v. Chr. entstand eine zweite Werkstatt, die sich zunächst an den Arbeiten der ersten orientierte. Doch ließen dort Qualität und Motivreichtum der Arbeiten schnell nach. Zeitgleich ist auch der Einfluss des kampanischen Caivano-Malers erkennbar. Lineare Gewandkonturen und konturlose Frauenfiguren waren die Folge. Um 300 v. Chr. kam die paestanische Vasenmalerei zum Erliegen.

### Sizilien

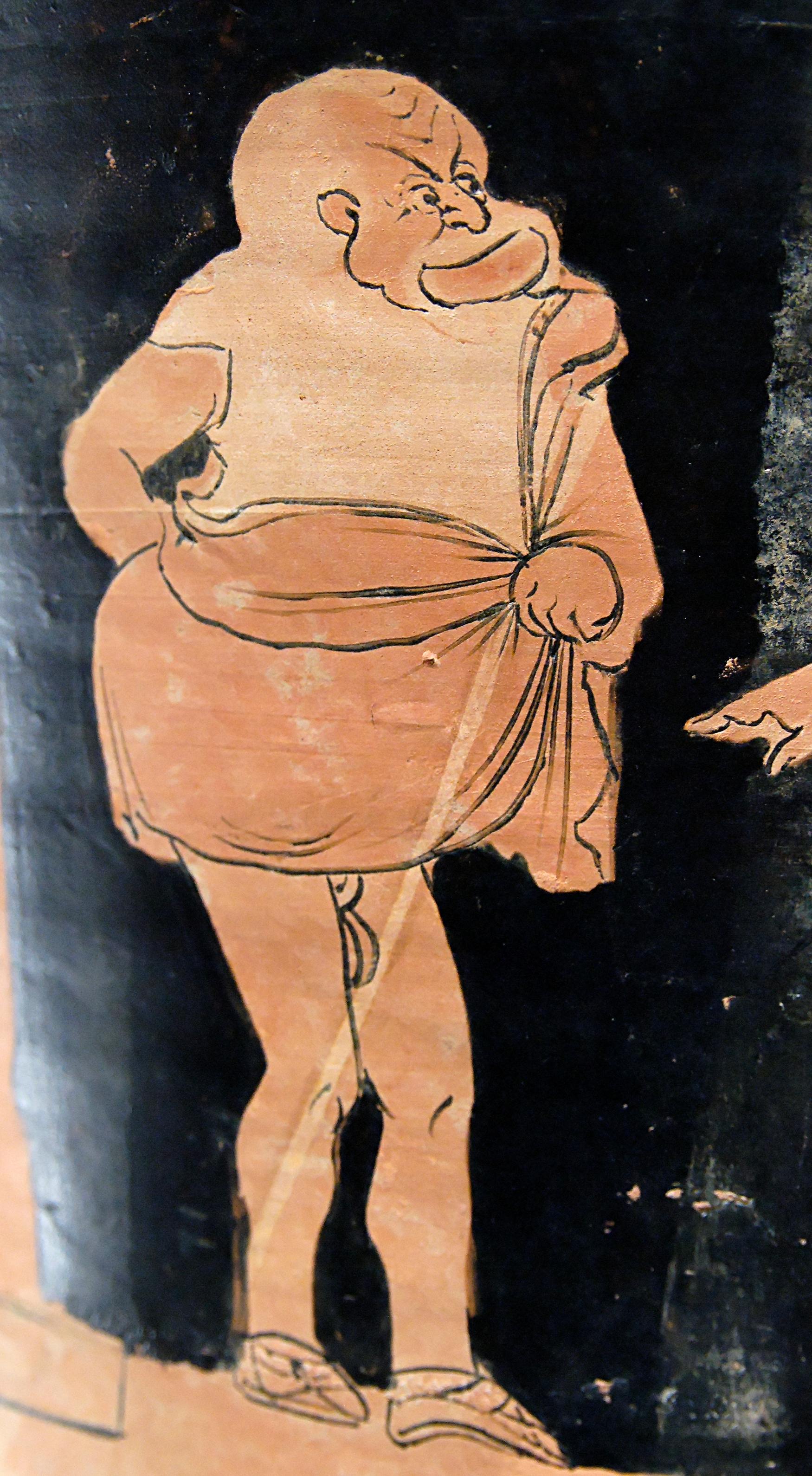
Phlyakenszene auf einem Krater der Lentini-Manfria-Gruppe: Sklave in kurzer Tunika, um 350/40 v. Chr.

Die Produktion sizilischer Vasen begann vor dem Ende des 5. Jahrhunderts v. Chr. in den Städten Himera und Syrakus. Die Werkstätten orientierten sich in ihren Arbeiten stilistisch, thematisch, ornamental und bei den Vasenformen stark an den attischen Vorbildern. Vor allem der Einfluss des attisch-spätklassischen Meidias-Malers ist erkennbar. Im zweiten Viertel des 4. Jahrhunderts v. Chr. begründeten aus Sizilien nach Kampanien und Paestum ausgewanderte Keramiker die dortigen Produktionsstätten und nur in Syrakus blieb eine begrenzte Vasenproduktion bestehen.
Die typische sizilische Vasenmalerei entstand erst um 340 v. Chr. Es lassen sich drei Werkstattgruppen unterscheiden. Eine erste, Lentini-Manfria-Gruppe genannte, war in Syrakus und Gela aktiv, eine zweite Gruppe am Ätna (Centuripe-Gattung) und die dritte Gruppe auf Lipari. Besonders typisch für die sizilische Vasenmalerei ist die Verwendung von Zusatzfarben, ganz besonders von Weiß. Vor allem in der Anfangsphase werden großflächige Gefäße wie Kelchkratere und Hydrien bemalt, jedoch sind kleinere Gefäße wie Flaschen, Lekanen, Lekythen, und skyphoide Pyxiden typisch. Gezeigt werden vor allem Szenen aus der Frauenwelt, Eroten, Frauenköpfe und Phlyakenszenen. Mythische Inhalte sind selten. Wie in allen anderen Gegenden markiert etwa das Jahr 300 v. Chr. das Ende der sizilischen Vasenmalerei.

## Andere griechische Gebiete
Neben der attischen und der unteritalischen rotfigurigen Vasenmalerei konnten sich, anders als beim schwarzfigurigen Stil, kaum bedeutende regionale Traditionen, Werkstätten oder gar „Schulen“ entwickeln. In Griechenland entstanden dennoch Werkstätten in Böotien, der Chalkidike, in Elis, Eretria, Korinth und Lakonien.

### Böotien

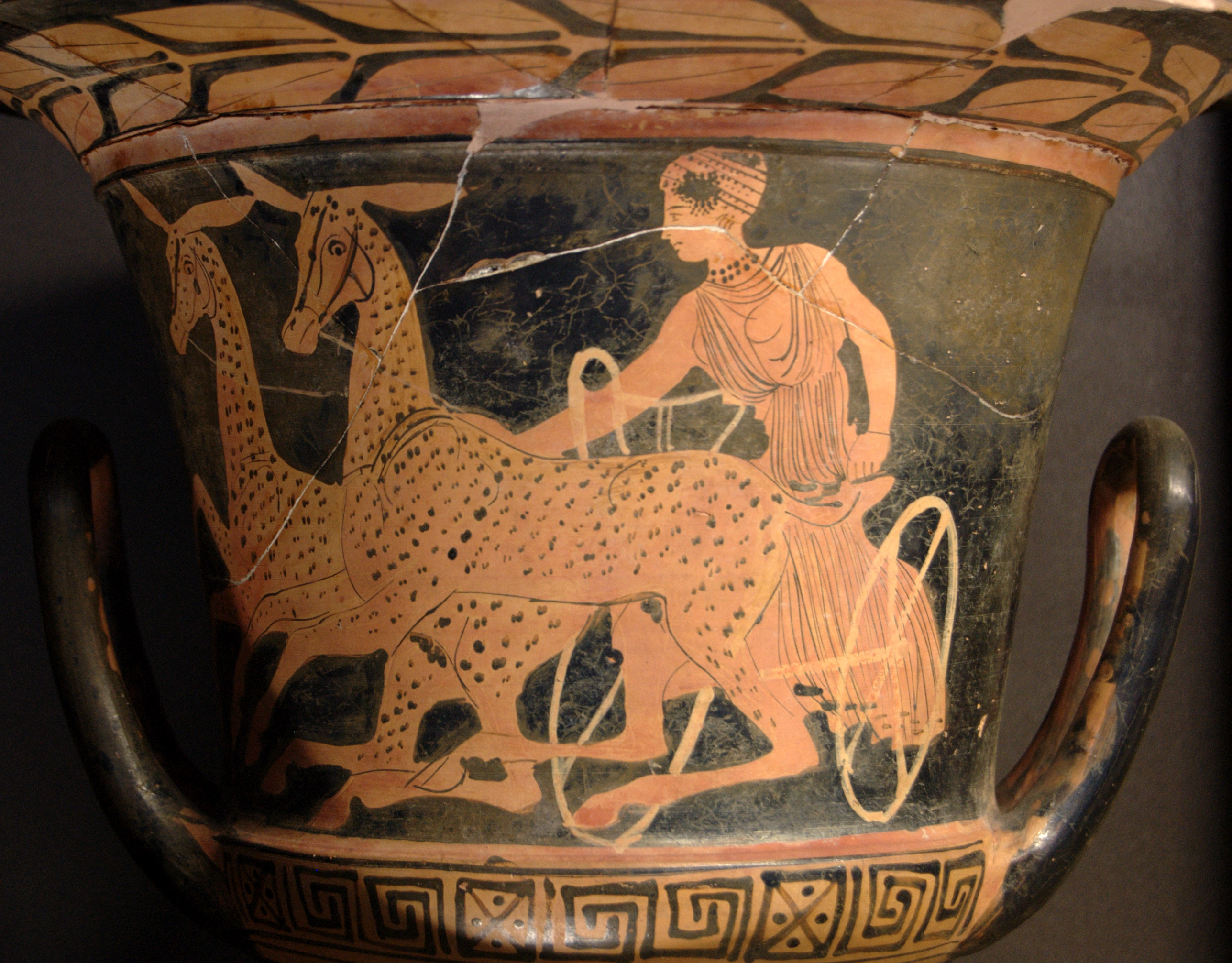
Artemis in einem Streitwagen auf einem Kantharos des Malers des großen Athener Kantharos, um 450/25 v. Chr.

Die Böotische Vasenmalerei im rotfigurigen Stil hatte ihre Blütezeit in der zweiten Hälfte des 5. und den ersten Jahrzehnten des 4. Jahrhunderts v. Chr. Die Töpfer versuchten durch einen rötlichen Überzug attische Vasen zu imitieren. Das war nötig, da der Ton Böotiens heller, etwa ledergelb, war. Der verwendete Firnis ist braunschwarz. Die Inschriften wurden meist eingeritzt. Den Figuren fehlt die plastische Tiefe der attischen Vorbilder. Zudem gibt es keine echte Entwicklung in der böotischen Malerei, es waren schlicht Versuche, die attischen Darstellungsformen zu kopieren. Wichtigste Künstler waren der Maler des Paris-Urteils, der sich vor allem an Polygnotos und dem Lykaon-Maler orientierte, der Maler der Athener Argosschale, der an den Schuwalow-Maler und den Marlay-Maler erinnert, sowie der Maler des großen Athener Kantharos. Letzterer steht dem attischen Dinos-Maler so nahe, dass er möglicherweise von diesem ausgebildet wurde.

### Korinth
Die rotfigurige Vasenmalerei Korinths wurde 1885 von Adolf Furtwängler erkannt. Die Vasen wurden aus einem Ton hergestellt, der feiner als der Attikas und blassgelblich war. Der matte Firnis glänzt nicht und haftet nur schlecht auf dem Tonuntergrund, weshalb oftmals ein weiterer rötlicher Tonüberzug aufgetragen wurde, auf dem die Farbe besser hielt. In geringem Maße wurden diese Vasen wohl auch außerhalb Korinths gehandelt. Man fand korinthisch-rotfigurige Vasen auch in Argos, Mykene, Olympia und Perachora. Die Produktion setzte etwa um 430 v. Chr. ein und endete etwa zur Mitte des 4. Jahrhunderts v. Chr. Die ersten Bilder wirken noch sehr schlicht, weil die Maler die Technik noch nicht gut genug beherrschten. So gab es Probleme bei der Darstellung anatomischer Details und von Gesichtern in Dreiviertel-Ansicht. Etwa ab 400 v. Chr. beherrschten die korinthischen Maler die Technik auf einem guten Niveau. Anders als ihre attischen Kollegen benutzten sie nie goldene Zusatzfarbe, Deckfarben oder Bildkompositionen mit mehreren Standebenen. Signaturen fanden sich bislang nicht. Derzeit kann man etwa die Hälfte der gefundenen Vasen und Fragmente sechs Künstlern zuweisen. Die drei wichtigsten Maler sind der Peliken-Maler, der Hermes-Maler und der Skizzen-Maler. Es werden Symposien und dionysische Bilder sowie Athleten gezeigt. Mythische Darstellungen und Bilder aus dem häuslichen Bereich sind sehr selten. Unklar ist, warum es etwa 100 Jahre von der Erfindung der rotfigurigen Vasenmalerei bis zu deren Produktionsbeginn in Korinth brauchte. Der Import aus Attika stoppte trotz des Peloponnesischen Krieges nicht. Möglicherweise wurde die Produktion notwendig, da es zu vereinzelten dem Krieg geschuldeten Lieferproblemen kam. Bestimmte Vasen- und Bildformen wurden jedoch im religiösen und sepulkralen Rahmen benötigt und mussten somit jederzeit verfügbar sein.

## Etrurien
In Etrurien, einem der Hauptabnehmer der attischen Vasen, entwickelten sich hingegen eigene Schulen und Werkstätten, die nicht nur für den lokalen Markt produzierten. Allerdings erfolgte eine nachahmende Übernahme des rotfigurigen Stils erst um 490 v. Chr. und somit fast ein halbes Jahrhundert nach seiner Entwicklung. Diese frühen Produkte werden auf Grund ihrer Maltechnik als pseudo-rotfigurige etruskische Keramik bezeichnet. Erst gegen Ende des 5. Jahrhunderts v. Chr. wurde auch die echte rotfigurige Technik in Etrurien eingeführt. Für beide Stilrichtungen konnten zahlreiche Maler, Werkstätten und Produktionszentren nachgewiesen werden. Die Produkte wurden nicht nur für den lokalen Markt produziert, sondern nach Malta, Karthago, Rom und an die ligurische Küste verkauft.

### Pseudo-rotfigurige Vasenmalerei
Bei frühen Gefäßen dieses Stils wurde die rotfigurige Maltechnik nur imitiert. Wie bei manchen frühen attischen Vasen wurde auch hier der gesamte Gefäßkörper mit schwarzem Glanzton überzogen und die Figuren nachträglich mit rot oxidierenden oder weißen Erdfarben aufgemalt. Im Gegensatz zur gleichzeitigen attischen Vasenmalerei wurde der rotfigurige Effekt also nicht durch Aussparen des Malgrundes erzielt. Die Binnenzeichnungen wurden dann wie in der schwarzfigurigen Vasenmalerei durch Einritzungen ersetzt und nicht zusätzlich aufgemalt. Bedeutende Vertreter dieser Malweise waren der Praxias-Maler und andere Meister seiner Werkstatt, die in Vulci stand. Trotz offensichtlich guter Kenntnisse der griechischen Mythologie und Ikonografie – die jedoch nicht immer exakt umgesetzt wurden –, gibt es keine Hinweise, dass die Werkstattmeister aus Athen eingewandert waren. Nur beim Praxias-Maler lassen bei vier seiner Vasen aufgemalte Inschriften in griechischer Sprache Vermutungen zu einer Herkunft aus Griechenland anstellen.
Der pseudo-rotfigurige Stil war in Etrurien keine Erscheinung der Frühzeit, wie etwa in Athen. Besonders im 4. Jahrhundert v. Chr. spezialisierten sich einzelne Werkstätten auf diese Technik, obwohl zur gleichen Zeit die echte rotfigurige Vasenmalerei in etruskischen Werkstätten verbreitet war. Zu nennen sind die Werkstätten der Sokra- und der Phantom-Gruppe. Die etwas ältere Sokra-Gruppe bevorzugte Schalen, deren Innenbilder Darstellungen mythischer Themen der Griechen, aber auch etruskische Inhalte boten. Motive der Phantom-Gruppe stellten meist Mantelfiguren in Kombination mit Pflanzen- und Palmettenkompositionen dar. Die zugehörigen Werkstätten beider Gruppen werden in Caere, Falerii und Tarquinia vermutet. Die Phantom-Gruppe produzierte ihre Waren bis ins frühe 3. Jahrhundert v. Chr. Der sich wandelnde Geschmack der Käuferschichten bringt wie für die rotfigurige Vasenmalerei generell auch für diesen Stil das Ende.

### Rotfigurige Vasenmalerei
Erst gegen Ende des 5. Jahrhunderts v. Chr. wurde die echte rotfigurige Maltechnik mit ausgesparten tongrundigen Figuren in Etrurien eingeführt. In Vulci und Falerii entstanden die ersten Werkstätten, die in dieser Technik auch für das Umland produzierten. Attische Meister standen wahrscheinlich hinter den ersten Werkstattgründungen, doch lässt sich auch unteritalischer Einfluss auf den frühen Gefäßen nachweisen. Bis ins 4. Jahrhundert v. Chr. beherrschten diese Werkstätten den etruskischen Markt. Meist mythologische Szenen wurden auf groß- bis mittelformatigen Gefäßen wie Krateren und Kannen dargestellt. Im Verlauf des Jahrhunderts begann die faliskische Produktion jene aus Vulci an Umfang zu übertreffen. In Chiusi und Orvieto entstanden neue Zentren der Produktion. Vor allem Chiusi mit seinen Trinkschalen der Tondo-Gruppe, die meist dionysische Themen in der Innenschale darstellten, gewann an Bedeutung. In der zweiten Hälfte verlagerte sich die Produktion nach Volterra. Vor allem Stangenhenkelkratere, sogenannte Keleben, wurden hergestellt und anfangs aufwändig bemalt.
In der zweiten Hälfte des 4. Jahrhunderts v. Chr. verschwanden die mythologischen Themen aus dem Repertoire etruskischer Vasenmaler. An ihre Stelle traten Frauenköpfe oder figürliche Darstellungen von höchsten zwei Personen. Ornamente und florale Motive breiteten sich stattdessen auf den Gefäßkörpern aus. Nur ausnahmsweise kehren noch große Kompositionen wieder, etwa die Amazonomachie auf einem Krater des Den-Haag-Funnel-Gruppe-Malers. Die zunächst noch umfangreiche Produktion faliskischer Gefäße verlor ihre Bedeutung an das neu entstandene Produktionszentrum von Caere. Wahrscheinlich von faliskischen Meistern gegründet und ohne eigenständige Tradition, wurde Caere zum dominierenden Hersteller rotfiguriger Vasen Etruriens. Einfach bemalte Oinochoen, Lekythen, Trinkschalen etwa der Torcop-Gruppe und kleine Teller der Genucilia-Gruppe gehörten zum Standardrepertoire ihrer Produktion. Mit der Produktionsumstellung auf Schwarzfirnisvasen am Ende des 4. Jahrhunderts v. Chr., die dem Geschmack der Zeit eher entsprachen, ging auch in Etrurien die rotfigurige Vasenmalerei zu Ende.

## Erforschung und Rezeption
Bis in die heutige Zeit sind weit über 65.000 rotfigurige Vasen und Vasenfragmente bekannt geworden, jährlich kommen hunderte hinzu, eine unbekannte Anzahl von Vasen ist bis heute unpubliziert. Schon im Mittelalter fingen Menschen an, sich mit antiken Vasen und griechischer Vasenmalerei zu befassen. Ristoro d’Arezzo widmete in seiner Weltbeschreibung den antiken Vasen das Kapitel Capitolo de le vasa antiche. Besonders die Tonvasen empfand er in Form, Farbe und Zeichnung als vollkommen. Doch galt die Betrachtung zunächst den Vasen allgemein oder noch eher den Steinvasen. In der Renaissance entstanden erste Sammlungen mit antiken Vasen, zu denen auch bemalte Gefäße gehörten. Es sind sogar Importe griechischer Vasen nach Italien bekannt. Doch standen bemalte Vasen noch bis zum Ende des Barock im Schatten anderer Kunstgattungen wie vor allem der Plastik. Eine Ausnahme aus der Zeit vor dem Klassizismus bildete ein im Auftrag von Nicolas-Claude Fabri de Peiresc geschaffenes Buch mit Aquarellen von Bildvasen. Peiresc besaß, wie auch einige andere Sammler, selbst Tonvasen.

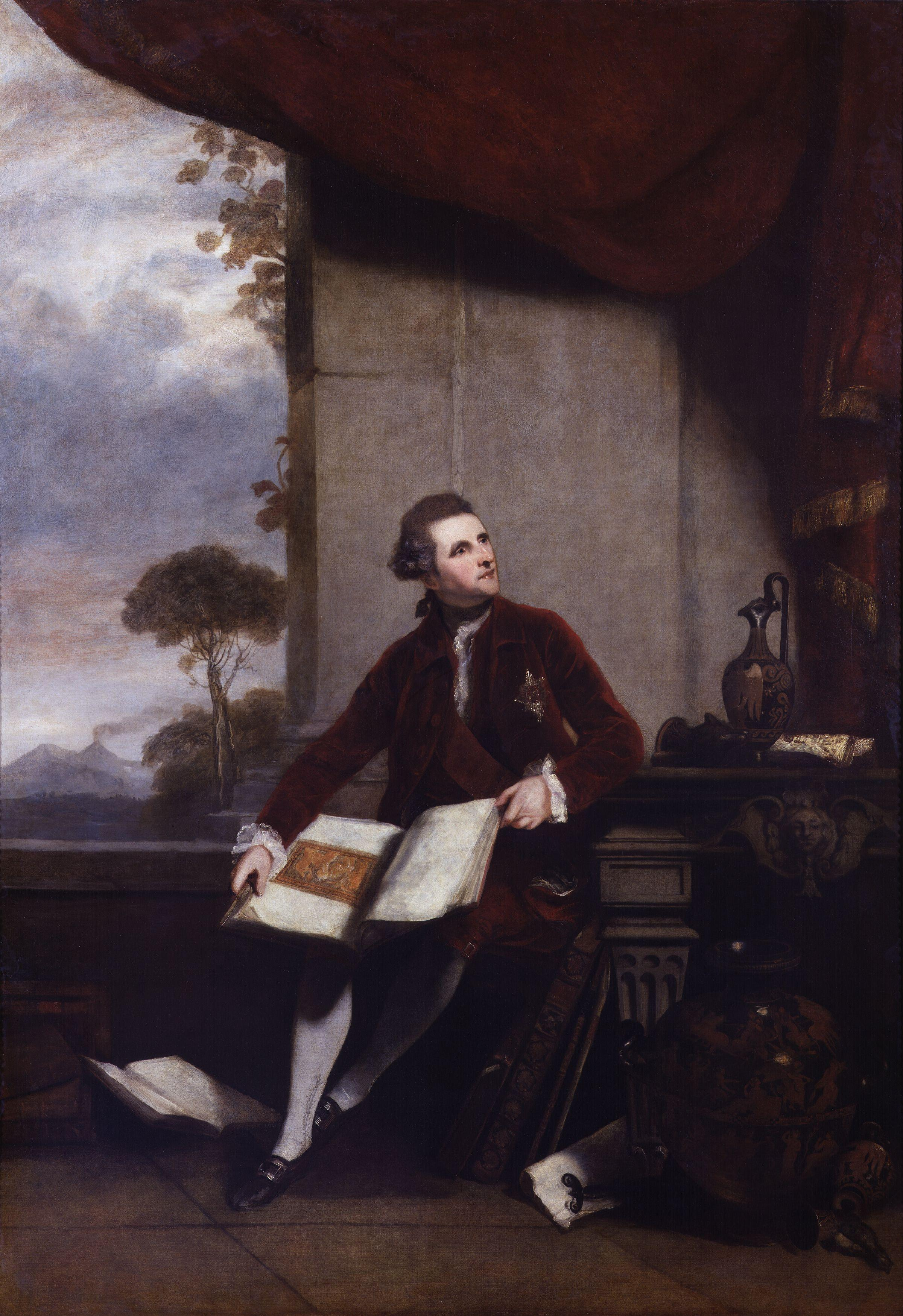
Sir William Hamilton auf einem Gemälde von Joshua Reynolds aus dem Jahr 1787. Im Hintergrund eine Vase des Meidias-Malers

Seit dem Klassizismus wurden auch keramische Gefäße vermehrt gesammelt. So besaßen etwa William Hamilton oder Giuseppe Valletta Vasensammlungen. Hamilton besaß im Laufe seines Lebens sogar zwei Sammlungen antiker Vasen. Die erste wurde zum Grundstock der Vasensammlung des British Museum, die zweite Sammlung ließ er von Johann Heinrich Wilhelm Tischbein und dessen Schülern publizieren. In Italien gefundene Vasen waren selbst für kleinere Geldbeutel erschwinglich und daher konnten auch Privatleute bemerkenswerte Sammlungen zusammentragen. Vasen waren ein beliebtes Mitbringsel junger europäischer Reisender von ihrer Grand Tour. Auch Johann Wolfgang von Goethe berichtete in seiner Italienischen Reise vom 9. März 1787 von der Versuchung, antike Vasen zu kaufen. Wer sich keine Originale leisten konnte, hatte die Möglichkeit, Kopien oder Stiche zu erwerben. Es entstanden sogar Manufakturen, die antike Vasen imitierten. Am bekanntesten ist hier die Wedgwoodware, die jedoch mit der Herstellungsweise griechischer Vasen nichts mehr gemein hatte und antike Motive höchstens als thematische Schablone benutzte.
Seit den 1760er Jahren widmete sich auch die archäologische Forschung vermehrt der Vasenmalerei. Sie wurde als Quelle für alle Bereiche des antiken Lebens geschätzt, vor allem auch für ikonografische und mythologische Studien. Die Vasenmalerei wurde nun als Ersatz für die fast vollständig verlorene griechische Monumentalmalerei genommen. Etwa zu dieser Zeit ließ sich die lange verbreitete Ansicht, bei den bemalten Vasen würde es sich um etruskische Arbeiten handeln, nicht mehr halten. Dennoch erhielt die antikisierende Vasenmode der Zeit die Bezeichnung all’etrusque. England und Frankreich versuchten sich sowohl bei der Forschung als auch bei der Imitation der Vasen zu überflügeln. Mit Johann Heinrich Müntz und Johann Joachim Winckelmann beschäftigten sich Vertreter des „ästhetischen Schrifttums“ mit der Vasenmalerei. Gerade Winckelmann schätzte den „Umrißlinienstil“. Verschiedene Vasenornamente wurden in England in sogenannten Musterbüchern (pattern books) gesammelt und verbreitet.
Vasenbilder hatten sogar Einfluss auf die Entwicklung der modernen Malerei. Der lineare Stil beeinflusste Künstler wie Edward Burne-Jones, Gustave Moreau oder Gustav Klimt. Ferdinand Georg Waldmüller malte um 1840 ein Bild mit dem Titel Stilleben mit Silbergefäßen und rotfigurigem Glockenkrater. Auch Henri Matisse schuf ein ähnliches Bild (Intérieur au vase étrusque). Der ästhetische Einfluss reicht bis in die heutige Zeit. So ist die Coca-Cola-Flasche in ihrer bekannten geschwungenen Form auch durch die griechische Vasenmalerei beeinflusst.
Die wissenschaftliche Erforschung der Vasen setzte besonders seit dem 19. Jahrhundert ein. Seit dieser Zeit wurde auch immer häufiger vermutet, dass die Vasen nicht etruskischen, sondern griechischen Ursprungs seien. Vor allem ein von Edward Dodwell 1819 gemachter Fund einer Panathenäischen Preisamphora in Athen nährte diese Vermutung. Der Erste, der den Nachweis führte, war Gustav Kramer in seinem Werk Styl und Herkunft der bemalten griechischen Tongefäße (1837). Jedoch dauerte es noch einige Jahre, bis sich diese Erkenntnis wirklich durchsetzen konnte. Eduard Gerhard veröffentlichte in den Annali dell’Instituto di Corrispondenza Archeologica den Aufsatz Rapporto Volcente, in dem er sich als erster Forscher der systematischen Erforschung der Vasen widmete. Hierzu untersuchte er 1830 die in Tarquinia gefundenen Vasen und verglich sie beispielsweise mit Vasen, die in Attika oder Ägina gefunden wurden. Während seiner Studien konnte Gerhard 31 Maler- und Töpfersignaturen unterscheiden. Bis dahin kannte man nur den Töpfer Taleides.
Der nächste Schritt in der Forschung waren die wissenschaftlichen Katalogisierungen der großen musealen Vasensammlungen. 1854 publizierte Otto Jahn die Vasen der Münchener Antikensammlung, zuvor wurden schon Kataloge der Vatikanischen Museen (1842) und des British Museum (1851) veröffentlicht. Von besonderem Einfluss war die Beschreibung der Vasensammlung im Antiquarium der Antikensammlung Berlin, die 1885 von Adolf Furtwängler besorgt wurde. Furtwängler ordnete die Gefäße erstmals nach Kunstlandschaften, Technik, Stil, Formen und nach Malstil und hatte damit nachhaltigen Einfluss auf die weitere Erforschung griechischer Vasen. Paul Hartwig versuchte 1893 im Buch Meisterschalen verschiedene Maler anhand von Lieblingsinschriften, Signaturen und Stilanalysen zu unterscheiden. Besondere Verdienste um die Datierung erwarb sich Ernst Langlotz mit seinem 1920 veröffentlichten Werk Zur Zeitbestimmung der strengrotfigurigen Malerei und der gleichzeitigen Plastik. Hier führte er bis heute angewandte Datierungsformen nach stilistischen Eigenheiten, datierbaren Monumenten und Fundkomplexen sowie Kalos-Namen ein. Edmond Pottier, Konservator im Louvre, initiierte 1919 das Corpus Vasorum Antiquorum. In dieser Reihe werden alle großen Sammlungen weltweit publiziert. Bis heute sind mehr als 300 Bände der Reihe erschienen.
Um die wissenschaftliche Erforschung der attischen Vasenmalerei hat sich ganz besonders John D. Beazley verdient gemacht. Ab etwa 1910 begann er sich mit den Vasen zu beschäftigen und griff dazu auf die vom Kunsthistoriker Giovanni Morelli für die Untersuchung von Gemälden entwickelte und von Bernard Berensons verfeinerte Methode zurück. Er ging davon aus, dass jeder Maler individuelle Kunstwerke schafft, die auch immer unverkennbar zuzuordnen sind. Dabei wurden bestimmte Details, etwa Gesichter, Finger, Arme, Beine, Knie, Faltenwürfe der Kleider und Ähnliches herangezogen. Beazley untersuchte 65.000 Vasen und Fragmente, von denen 20.000 schwarzfigurig waren. 17.000 konnte er im Laufe seiner knapp sechs Jahrzehnte dauernden Studien namentlich bekannten oder über ein System von Notnamen erschlossenen Malern zuweisen, er fasste sie in Maler-Gruppen oder Werkstätten, Umkreise und Stilverwandtschaften zusammen. Er unterschied mehr als 1500 Töpfer und Maler. Kein anderer Archäologe hatte je einen solch prägenden Einfluss auf die Erforschung eines archäologischen Teilgebietes wie Beazley, dessen Analysen noch heute zu weiten Teilen Bestand haben. 1925 und 1942 veröffentlichte er seine Ergebnisse zur rotfigurige Malerei ein erstes Mal. Doch endeten seine Forschungen hier noch vor dem 4. Jahrhundert v. Chr. Diesem Jahrhundert widmete er sich erst bei der Neubearbeitung seines Werkes, die 1963 veröffentlicht wurde. Hier flossen beispielsweise auch Teile der Forschungsergebnisse von Karl Schefold ein, der sich um die Erforschung der Kertscher Vasen verdient gemacht hatte. Nach Beazley und in der von ihm begründeten Tradition beschäftigten sich Forscher wie John Boardman oder auch Erika Simon und Dietrich von Bothmer mit den rotfigurigen attischen Vasen. In der jüngeren Vergangenheit sind die methodischen Grundlagen dieser Form der Stilanalyse und der darauf fußenden Zuweisungen allerdings wiederholt als zirkulär kritisiert worden.
Für die Erforschung der unteritalischen Vasenmalerei erreicht Arthur Dale Trendall einen ähnlich hohen Stellenwert wie Beazley für die attische. Alle auf Beazley folgenden Wissenschaftler stehen in dessen Tradition und nutzen die von ihm eingeführten Methoden. Allein wegen der immer wieder zutage kommenden Neufunde aus archäologischen Grabungen, Raubgrabungen oder auch aus unbekannten Privatsammlungen, geht die Erforschung der Vasenmalerei stetig voran.